# Incontri ufficiali della nazionale maschile di calcio dell'Islanda
Questa è la Cronologia completa delle partite ufficiali della nazionale di calcio dell'Islanda dal 1946 ad oggi.
Elenco aggiornato al 10 giugno 2024.
| Cronologia completa delle presenze e delle reti in nazionale ― Islanda | Cronologia completa delle presenze e delle reti in nazionale ― Islanda | Cronologia completa delle presenze e delle reti in nazionale ― Islanda | Cronologia completa delle presenze e delle reti in nazionale ― Islanda | Cronologia completa delle presenze e delle reti in nazionale ― Islanda | Cronologia completa delle presenze e delle reti in nazionale ― Islanda | Cronologia completa delle presenze e delle reti in nazionale ― Islanda | Cronologia completa delle presenze e delle reti in nazionale ― Islanda |
| Data                                                                   | Città                                                                  | In casa                                                                | Risultato                                                              | Ospiti                                                                 | Competizione                                                           | Reti                                                                   | Note                                                                   |
| ---------------------------------------------------------------------- | ---------------------------------------------------------------------- | ---------------------------------------------------------------------- | ---------------------------------------------------------------------- | ---------------------------------------------------------------------- | ---------------------------------------------------------------------- | ---------------------------------------------------------------------- | ---------------------------------------------------------------------- |
| 17-7-1946                                                              | Reykjavík                                                              | Islanda                                                                | 0 – 3                                                                  | Danimarca                                                              | Amichevole                                                             | -                                                                      |                                                                        |
| 24-7-1947                                                              | Reykjavík                                                              | Islanda                                                                | 2 – 4                                                                  | Norvegia                                                               | Amichevole                                                             | -                                                                      |                                                                        |
| 2-7-1948                                                               | Reykjavík                                                              | Islanda                                                                | 2 – 0                                                                  | Finlandia                                                              | Amichevole                                                             | -                                                                      |                                                                        |
| 7-8-1949                                                               | Aarhus                                                                 | Danimarca                                                              | 5 – 1                                                                  | Islanda                                                                | Amichevole                                                             | -                                                                      |                                                                        |
| 29-6-1951                                                              | Reykjavík                                                              | Islanda                                                                | 4 – 3                                                                  | Svezia                                                                 | Amichevole                                                             | -                                                                      |                                                                        |
| 26-7-1951                                                              | Trondheim                                                              | Norvegia                                                               | 3 – 1                                                                  | Islanda                                                                | Amichevole                                                             | -                                                                      |                                                                        |
| 29-6-1953                                                              | Reykjavík                                                              | Islanda                                                                | 3 – 4                                                                  | Austria                                                                | Amichevole                                                             | -                                                                      |                                                                        |
| 9-8-1953                                                               | Copenaghen                                                             | Danimarca                                                              | 4 – 0                                                                  | Islanda                                                                | Amichevole                                                             | -                                                                      |                                                                        |
| 13-8-1953                                                              | Bergen                                                                 | Norvegia                                                               | 3 – 1                                                                  | Islanda                                                                | Amichevole                                                             | -                                                                      |                                                                        |
| 4-7-1954                                                               | Reykjavík                                                              | Islanda                                                                | 1 – 0                                                                  | Norvegia                                                               | Amichevole                                                             | -                                                                      |                                                                        |
| 24-8-1954                                                              | Kalmar                                                                 | Svezia                                                                 | 3 – 2                                                                  | Islanda                                                                | Amichevole                                                             | -                                                                      |                                                                        |
| 3-7-1955                                                               | Reykjavík                                                              | Islanda                                                                | 0 – 4                                                                  | Danimarca                                                              | Amichevole                                                             | -                                                                      |                                                                        |
| 25-8-1955                                                              | Reykjavík                                                              | Islanda                                                                | 3 – 2                                                                  | Stati Uniti                                                            | Amichevole                                                             | -                                                                      |                                                                        |
| 29-6-1956                                                              | Helsinki                                                               | Finlandia                                                              | 2 – 1                                                                  | Islanda                                                                | Amichevole                                                             | -                                                                      |                                                                        |
| 7-8-1956                                                               | Reykjavík                                                              | Islanda                                                                | 2 – 3                                                                  | Inghilterra                                                            | Amichevole                                                             | -                                                                      |                                                                        |
| 2-6-1957                                                               | Nantes                                                                 | Francia                                                                | 8 – 0                                                                  | Islanda                                                                | Qual. Mondiali 1958                                                    | -                                                                      |                                                                        |
| 5-6-1957                                                               | Bruxelles                                                              | Belgio                                                                 | 8 – 3                                                                  | Islanda                                                                | Qual. Mondiali 1958                                                    | -                                                                      |                                                                        |
| 8-7-1957                                                               | Reykjavík                                                              | Islanda                                                                | 0 – 3                                                                  | Norvegia                                                               | Torneo del 10º anniv. della KSÍ                                        | -                                                                      |                                                                        |
| 10-7-1957                                                              | Reykjavík                                                              | Islanda                                                                | 2 – 6                                                                  | Danimarca                                                              | Torneo del 10º aniv. della KSÍ                                         | -                                                                      |                                                                        |
| 1-9-1957                                                               | Reykjavík                                                              | Islanda                                                                | 1 – 5                                                                  | Francia                                                                | Qual. Mondiali 1958                                                    | -                                                                      |                                                                        |
| 4-9-1957                                                               | Reykjavík                                                              | Islanda                                                                | 2 – 5                                                                  | Belgio                                                                 | Qual. Mondiali 1958                                                    | -                                                                      |                                                                        |
| 11-8-1958                                                              | Reykjavík                                                              | Islanda                                                                | 2 – 3                                                                  | Irlanda                                                                | Amichevole                                                             | -                                                                      |                                                                        |
| 26-6-1959                                                              | Reykjavík                                                              | Islanda                                                                | 2 – 4                                                                  | Danimarca                                                              | Qual. Olimpiadi 1960                                                   | -                                                                      |                                                                        |
| 7-7-1959                                                               | Reykjavík                                                              | Islanda                                                                | 1 – 0                                                                  | Norvegia                                                               | Qual. Olimpiadi 1960                                                   | -                                                                      |                                                                        |
| 18-8-1959                                                              | Copenaghen                                                             | Danimarca                                                              | 1 – 1                                                                  | Islanda                                                                | Qual. Olimpiadi 1960                                                   | -                                                                      |                                                                        |
| 21-8-1959                                                              | Oslo                                                                   | Norvegia                                                               | 2 – 1                                                                  | Islanda                                                                | Qual. Olimpiadi 1960                                                   | -                                                                      |                                                                        |
| 9-6-1960                                                               | Oslo                                                                   | Norvegia                                                               | 4 – 0                                                                  | Islanda                                                                | Amichevole                                                             | -                                                                      |                                                                        |
| 3-8-1960                                                               | Reykjavík                                                              | Islanda                                                                | 0 – 5                                                                  | Germania Ovest                                                         | Amichevole                                                             | -                                                                      |                                                                        |
| 11-9-1960                                                              | Dublino                                                                | Irlanda                                                                | 2 – 1                                                                  | Islanda                                                                | Amichevole                                                             | -                                                                      |                                                                        |
| 19-6-1961                                                              | Reykjavík                                                              | Islanda                                                                | 4 – 3                                                                  | Paesi Bassi                                                            | Amichevole                                                             | -                                                                      |                                                                        |
| 16-9-1961                                                              | High Wycombe                                                           | Inghilterra                                                            | 1 – 0                                                                  | Islanda                                                                | Amichevole                                                             | -                                                                      |                                                                        |
| 9-7-1962                                                               | Reykjavík                                                              | Islanda                                                                | 1 – 3                                                                  | Norvegia                                                               | Amichevole                                                             | -                                                                      |                                                                        |
| 12-8-1962                                                              | Dublino                                                                | Irlanda                                                                | 4 – 2                                                                  | Islanda                                                                | Qual. Euro 1964                                                        | -                                                                      |                                                                        |
| 2-9-1962                                                               | Reykjavík                                                              | Islanda                                                                | 1 – 1                                                                  | Irlanda                                                                | Qual. Euro 1964                                                        | -                                                                      |                                                                        |
| 7-9-1963                                                               | Reykjavík                                                              | Islanda                                                                | 0 – 6                                                                  | Regno Unito                                                            | Qual. Olimpiadi 1964                                                   | -                                                                      |                                                                        |
| 14-9-1963                                                              | Londra                                                                 | Regno Unito                                                            | 4 – 0                                                                  | Islanda                                                                | Qual. Olimpiadi 1964                                                   | -                                                                      |                                                                        |
| 27-7-1964                                                              | Reykjavík                                                              | Islanda                                                                | 0 – 1                                                                  | Scozia                                                                 | Amichevole                                                             | -                                                                      |                                                                        |
| 10-8-1964                                                              | Reykjavík                                                              | Islanda                                                                | 4 – 3                                                                  | Bermuda                                                                | Amichevole                                                             | -                                                                      |                                                                        |
| 23-8-1964                                                              | Reykjavík                                                              | Islanda                                                                | 0 – 2                                                                  | Finlandia                                                              | Amichevole                                                             | -                                                                      |                                                                        |
| 5-7-1965                                                               | Reykjavík                                                              | Islanda                                                                | 1 – 3                                                                  | Danimarca                                                              | Amichevole                                                             | -                                                                      |                                                                        |
| 9-8-1965                                                               | Reykjavík                                                              | Islanda                                                                | 0 – 0                                                                  | Irlanda                                                                | Amichevole                                                             | -                                                                      |                                                                        |
| 15-8-1966                                                              | Reykjavík                                                              | Islanda                                                                | 3 – 3                                                                  | Galles                                                                 | Amichevole                                                             | -                                                                      |                                                                        |
| 18-9-1966                                                              | Reykjavík                                                              | Islanda                                                                | 0 – 2                                                                  | Francia                                                                | Amichevole                                                             | -                                                                      |                                                                        |
| 31-5-1967                                                              | Reykjavík                                                              | Islanda                                                                | 1 – 1                                                                  | Spagna                                                                 | Qual. Olimpiadi 1968                                                   | -                                                                      |                                                                        |
| 22-6-1967                                                              | Madrid                                                                 | Spagna                                                                 | 5 – 3                                                                  | Islanda                                                                | Qual. Olimpiadi 1968                                                   | -                                                                      |                                                                        |
| 14-8-1967                                                              | Reykjavík                                                              | Islanda                                                                | 0 – 3                                                                  | Regno Unito                                                            | Amichevole                                                             | -                                                                      |                                                                        |
| 23-8-1967                                                              | Copenaghen                                                             | Danimarca                                                              | 14 – 2                                                                 | Islanda                                                                | Amichevole                                                             | -                                                                      |                                                                        |
| 2-7-1968                                                               | Reykjavík                                                              | Islanda                                                                | 1 – 3                                                                  | Germania Ovest                                                         | Amichevole                                                             | -                                                                      |                                                                        |
| 18-7-1968                                                              | Reykjavík                                                              | Islanda                                                                | 0 – 4                                                                  | Norvegia                                                               | Amichevole                                                             | -                                                                      |                                                                        |
| 23-6-1969                                                              | Reykjavík                                                              | Islanda                                                                | 2 – 1                                                                  | Bermuda                                                                | Amichevole                                                             | -                                                                      |                                                                        |
| 21-7-1969                                                              | Trondheim                                                              | Norvegia                                                               | 2 – 1                                                                  | Islanda                                                                | Amichevole                                                             | -                                                                      |                                                                        |
| 24-7-1969                                                              | Helsinki                                                               | Finlandia                                                              | 3 – 1                                                                  | Islanda                                                                | Amichevole                                                             | -                                                                      |                                                                        |
| 25-9-1969                                                              | Parigi                                                                 | Francia                                                                | 3 – 2                                                                  | Islanda                                                                | Amichevole                                                             | -                                                                      |                                                                        |
| 11-11-1969                                                             | Hamilton                                                               | Bermuda                                                                | 3 – 2                                                                  | Islanda                                                                | Amichevole                                                             | -                                                                      |                                                                        |
| 2-2-1970                                                               | Slough                                                                 | Inghilterra                                                            | 1 – 0                                                                  | Islanda                                                                | Amichevole                                                             | -                                                                      |                                                                        |
| 10-5-1970                                                              | Reykjavík                                                              | Islanda                                                                | 1 – 1                                                                  | Inghilterra                                                            | Amichevole                                                             | -                                                                      |                                                                        |
| 22-6-1970                                                              | Reykjavík                                                              | Islanda                                                                | 0 – 1                                                                  | Francia                                                                | Amichevole                                                             | -                                                                      |                                                                        |
| 7-7-1970                                                               | Reykjavík                                                              | Islanda                                                                | 0 – 0                                                                  | Danimarca                                                              | Amichevole                                                             | -                                                                      |                                                                        |
| 20-7-1970                                                              | Reykjavík                                                              | Islanda                                                                | 2 – 0                                                                  | Norvegia                                                               | Amichevole                                                             | -                                                                      |                                                                        |
| 12-5-1971                                                              | Reykjavík                                                              | Islanda                                                                | 0 – 0                                                                  | Francia                                                                | Qual. Olimpiadi 1972                                                   | -                                                                      |                                                                        |
| 26-5-1971                                                              | Bergen                                                                 | Norvegia                                                               | 3 – 1                                                                  | Islanda                                                                | Amichevole                                                             | -                                                                      |                                                                        |
| 16-6-1971                                                              | Parigi                                                                 | Francia                                                                | 1 – 0                                                                  | Islanda                                                                | Qual. Olimpiadi 1972                                                   | -                                                                      |                                                                        |
| 4-8-1971                                                               | Reykjavík                                                              | Islanda                                                                | 1 – 3                                                                  | Inghilterra                                                            | Amichevole                                                             | -                                                                      |                                                                        |
| 13-8-1971                                                              | Reykjavík                                                              | Islanda                                                                | 0 – 2                                                                  | Giappone                                                               | Amichevole                                                             | -                                                                      |                                                                        |
| 18-5-1972                                                              | Liegi                                                                  | Belgio                                                                 | 4 – 0                                                                  | Islanda                                                                | Qual. Mondiali 1974                                                    | -                                                                      |                                                                        |
| 22-5-1972                                                              | Bruges                                                                 | Islanda                                                                | 0 – 4                                                                  | Belgio                                                                 | Qual. Mondiali 1974                                                    | -                                                                      |                                                                        |
| 3-7-1972                                                               | Reykjavík                                                              | Islanda                                                                | 2 – 5                                                                  | Danimarca                                                              | Amichevole                                                             | -                                                                      |                                                                        |
| 12-7-1972                                                              | Reykjavík                                                              | Islanda                                                                | 3 – 0                                                                  | Fær Øer                                                                | Amichevole                                                             | -                                                                      |                                                                        |
| 3-8-1972                                                               | Stavanger                                                              | Norvegia                                                               | 4 – 1                                                                  | Islanda                                                                | Qual. Mondiali 1974                                                    | -                                                                      |                                                                        |
| 8-6-1973                                                               | Klaksvík                                                               | Fær Øer                                                                | 0 – 4                                                                  | Islanda                                                                | Amichevole                                                             | -                                                                      |                                                                        |
| 11-7-1973                                                              | Uddevalla                                                              | Svezia                                                                 | 1 – 0                                                                  | Islanda                                                                | Amichevole                                                             | -                                                                      |                                                                        |
| 17-7-1973                                                              | Reykjavík                                                              | Islanda                                                                | 1 – 2                                                                  | Germania Est                                                           | Amichevole                                                             | -                                                                      |                                                                        |
| 19-7-1973                                                              | Reykjavík                                                              | Islanda                                                                | 0 – 2                                                                  | Germania Est                                                           | Amichevole                                                             | -                                                                      |                                                                        |
| 2-8-1973                                                               | Reykjavík                                                              | Islanda                                                                | 0 – 4                                                                  | Norvegia                                                               | Qual. Mondiali 1974                                                    | -                                                                      |                                                                        |
| 22-8-1973                                                              | Amsterdam                                                              | Paesi Bassi                                                            | 5 – 0                                                                  | Islanda                                                                | Qual. Mondiali 1974                                                    | -                                                                      |                                                                        |
| 29-8-1973                                                              | Deventer                                                               | Islanda                                                                | 1 – 8                                                                  | Paesi Bassi                                                            | Qual. Mondiali 1974                                                    | -                                                                      |                                                                        |
| 3-7-1974                                                               | Tórshavn                                                               | Fær Øer                                                                | 2 – 3                                                                  | Islanda                                                                | Amichevole                                                             | -                                                                      |                                                                        |
| 19-8-1974                                                              | Reykjavík                                                              | Islanda                                                                | 2 – 2                                                                  | Finlandia                                                              | Amichevole                                                             | -                                                                      |                                                                        |
| 8-9-1974                                                               | Reykjavík                                                              | Islanda                                                                | 0 – 2                                                                  | Belgio                                                                 | Qual. Euro 1976                                                        | -                                                                      |                                                                        |
| 9-10-1974                                                              | Aalborg                                                                | Danimarca                                                              | 2 – 1                                                                  | Islanda                                                                | Amichevole                                                             | -                                                                      |                                                                        |
| 12-10-1974                                                             | Magdeburgo                                                             | Germania Est                                                           | 1 – 1                                                                  | Islanda                                                                | Qual. Euro 1976                                                        | -                                                                      |                                                                        |
| 25-5-1975                                                              | Reykjavík                                                              | Islanda                                                                | 0 – 0                                                                  | Francia                                                                | Qual. Euro 1976                                                        | -                                                                      |                                                                        |
| 5-6-1975                                                               | Reykjavík                                                              | Islanda                                                                | 2 – 1                                                                  | Germania Est                                                           | Qual. Euro 1976                                                        | -                                                                      |                                                                        |
| 23-6-1975                                                              | Reykjavík                                                              | Islanda                                                                | 6 – 0                                                                  | Fær Øer                                                                | Amichevole                                                             | -                                                                      |                                                                        |
| 7-7-1975                                                               | Reykjavík                                                              | Islanda                                                                | 1 – 1                                                                  | Norvegia                                                               | Qual. Olimpiadi 1976                                                   | -                                                                      |                                                                        |
| 17-7-1975                                                              | Bergen                                                                 | Norvegia                                                               | 3 – 2                                                                  | Islanda                                                                | Qual. Olimpiadi 1976                                                   | -                                                                      |                                                                        |
| 30-7-1975                                                              | Reykjavík                                                              | Islanda                                                                | 0 – 2                                                                  | Unione Sovietica                                                       | Qual. Olimpiadi 1976                                                   | -                                                                      |                                                                        |
| 3-9-1975                                                               | Nantes                                                                 | Francia                                                                | 3 – 0                                                                  | Islanda                                                                | Qual. Euro 1976                                                        | -                                                                      |                                                                        |
| 6-9-1975                                                               | Liegi                                                                  | Belgio                                                                 | 1 – 0                                                                  | Islanda                                                                | Qual. Euro 1976                                                        | -                                                                      |                                                                        |
| 10-9-1975                                                              | Mosca                                                                  | Unione Sovietica                                                       | 1 – 0                                                                  | Islanda                                                                | Qual. Olimpiadi 1976                                                   | -                                                                      |                                                                        |
| 19-5-1976                                                              | Oslo                                                                   | Norvegia                                                               | 0 – 1                                                                  | Islanda                                                                | Amichevole                                                             | -                                                                      |                                                                        |
| 16-6-1976                                                              | Tórshavn                                                               | Fær Øer                                                                | 1 – 6                                                                  | Islanda                                                                | Amichevole                                                             | -                                                                      |                                                                        |
| 14-7-1976                                                              | Helsinki                                                               | Finlandia                                                              | 1 – 0                                                                  | Islanda                                                                | Amichevole                                                             | -                                                                      |                                                                        |
| 21-8-1976                                                              | Reykjavík                                                              | Islanda                                                                | 3 – 1                                                                  | Lussemburgo                                                            | Amichevole                                                             | -                                                                      |                                                                        |
| 5-9-1976                                                               | Reykjavík                                                              | Islanda                                                                | 0 – 1                                                                  | Belgio                                                                 | Qual. Mondiali 1978                                                    | -                                                                      |                                                                        |
| 8-9-1976                                                               | Reykjavík                                                              | Islanda                                                                | 0 – 1                                                                  | Paesi Bassi                                                            | Qual. Mondiali 1978                                                    | -                                                                      |                                                                        |
| 11-6-1977                                                              | Reykjavík                                                              | Islanda                                                                | 1 – 0                                                                  | Irlanda del Nord                                                       | Qual. Mondiali 1978                                                    | -                                                                      |                                                                        |
| 30-6-1977                                                              | Reykjavík                                                              | Islanda                                                                | 2 – 1                                                                  | Norvegia                                                               | Amichevole                                                             | -                                                                      |                                                                        |
| 20-7-1977                                                              | Reykjavík                                                              | Islanda                                                                | 0 – 1                                                                  | Svezia                                                                 | Amichevole                                                             | -                                                                      |                                                                        |
| 31-8-1977                                                              | Nimega                                                                 | Paesi Bassi                                                            | 4 – 1                                                                  | Islanda                                                                | Qual. Mondiali 1978                                                    | -                                                                      |                                                                        |
| 3-9-1977                                                               | Anderlecht                                                             | Belgio                                                                 | 4 – 0                                                                  | Islanda                                                                | Qual. Mondiali 1978                                                    | -                                                                      |                                                                        |
| 21-9-1977                                                              | Belfast                                                                | Irlanda del Nord                                                       | 2 – 0                                                                  | Islanda                                                                | Qual. Mondiali 1978                                                    | -                                                                      |                                                                        |
| 28-6-1978                                                              | Reykjavík                                                              | Islanda                                                                | 0 – 0                                                                  | Danimarca                                                              | Amichevole                                                             | -                                                                      |                                                                        |
| 3-9-1978                                                               | Reykjavík                                                              | Islanda                                                                | 0 – 0                                                                  | Stati Uniti                                                            | Amichevole                                                             | -                                                                      |                                                                        |
| 6-9-1978                                                               | Reykjavík                                                              | Islanda                                                                | 0 – 2                                                                  | Polonia                                                                | Qual. Euro 1980                                                        | -                                                                      |                                                                        |
| 20-9-1978                                                              | Nimega                                                                 | Paesi Bassi                                                            | 3 – 0                                                                  | Islanda                                                                | Qual. Euro 1980                                                        | -                                                                      |                                                                        |
| 4-10-1978                                                              | Halle                                                                  | Germania Est                                                           | 3 – 1                                                                  | Islanda                                                                | Qual. Euro 1980                                                        | -                                                                      |                                                                        |
| 22-5-1979                                                              | Berna                                                                  | Svizzera                                                               | 2 – 0                                                                  | Islanda                                                                | Qual. Euro 1980                                                        | -                                                                      |                                                                        |
| 26-5-1979                                                              | Reykjavík                                                              | Islanda                                                                | 1 – 3                                                                  | Germania Ovest                                                         | Amichevole                                                             | -                                                                      |                                                                        |
| 9-6-1979                                                               | Reykjavík                                                              | Islanda                                                                | 1 – 2                                                                  | Svizzera                                                               | Qual. Euro 1980                                                        | -                                                                      |                                                                        |
| 5-9-1979                                                               | Reykjavík                                                              | Islanda                                                                | 0 – 4                                                                  | Paesi Bassi                                                            | Qual. Euro 1980                                                        | -                                                                      |                                                                        |
| 12-9-1979                                                              | Reykjavík                                                              | Islanda                                                                | 0 – 3                                                                  | Germania Est                                                           | Qual. Euro 1980                                                        | -                                                                      |                                                                        |
| 10-10-1979                                                             | Cracovia                                                               | Polonia                                                                | 2 – 0                                                                  | Islanda                                                                | Qual. Euro 1980                                                        | -                                                                      |                                                                        |
| 2-6-1980                                                               | Reykjavík                                                              | Islanda                                                                | 0 – 4                                                                  | Galles                                                                 | Qual. Mondiali 1982                                                    | -                                                                      |                                                                        |
| 25-6-1980                                                              | Reykjavík                                                              | Islanda                                                                | 1 – 1                                                                  | Finlandia                                                              | Amichevole                                                             | -                                                                      |                                                                        |
| 30-6-1980                                                              | Akureyri                                                               | Islanda                                                                | 2 – 1                                                                  | Fær Øer                                                                | Coppa di Groenlandia 1980                                              | -                                                                      |                                                                        |
| 4-7-1980                                                               | Húsavík                                                                | Islanda                                                                | 4 – 1                                                                  | Groenlandia                                                            | Coppa di Groenlandia 1980                                              | -                                                                      |                                                                        |
| 14-7-1980                                                              | Oslo                                                                   | Norvegia                                                               | 3 – 1                                                                  | Islanda                                                                | Amichevole                                                             | -                                                                      |                                                                        |
| 17-7-1980                                                              | Halmstad                                                               | Svezia                                                                 | 1 – 1                                                                  | Islanda                                                                | Amichevole                                                             | -                                                                      |                                                                        |
| 3-9-1980                                                               | Reykjavík                                                              | Islanda                                                                | 1 – 2                                                                  | Unione Sovietica                                                       | Qual. Mondiali 1982                                                    | -                                                                      |                                                                        |
| 24-9-1980                                                              | Smirne                                                                 | Turchia                                                                | 1 – 3                                                                  | Islanda                                                                | Qual. Mondiali 1982                                                    | -                                                                      |                                                                        |
| 15-10-1980                                                             | Mosca                                                                  | Unione Sovietica                                                       | 5 – 0                                                                  | Islanda                                                                | Qual. Mondiali 1982                                                    | -                                                                      |                                                                        |
| 27-5-1981                                                              | Bratislava                                                             | Cecoslovacchia                                                         | 6 – 1                                                                  | Islanda                                                                | Qual. Mondiali 1982                                                    | -                                                                      |                                                                        |
| 22-8-1981                                                              | Reykjavík                                                              | Islanda                                                                | 3 – 0                                                                  | Nigeria                                                                | Amichevole                                                             | -                                                                      |                                                                        |
| 26-8-1981                                                              | Copenaghen                                                             | Danimarca                                                              | 3 – 0                                                                  | Islanda                                                                | Amichevole                                                             | -                                                                      |                                                                        |
| 9-9-1981                                                               | Reykjavík                                                              | Islanda                                                                | 2 – 0                                                                  | Turchia                                                                | Qual. Mondiali 1982                                                    | -                                                                      |                                                                        |
| 23-9-1981                                                              | Reykjavík                                                              | Islanda                                                                | 1 – 1                                                                  | Cecoslovacchia                                                         | Qual. Mondiali 1982                                                    | -                                                                      |                                                                        |
| 14-10-1981                                                             | Swansea                                                                | Galles                                                                 | 2 – 2                                                                  | Islanda                                                                | Qual. Mondiali 1982                                                    | -                                                                      |                                                                        |
| 14-3-1982                                                              | Mansūriya                                                              | Kuwait                                                                 | 0 – 0                                                                  | Islanda                                                                | Amichevole                                                             | -                                                                      |                                                                        |
| 2-6-1982                                                               | Reykjavík                                                              | Islanda                                                                | 1 – 1                                                                  | Inghilterra                                                            | Amichevole                                                             | -                                                                      |                                                                        |
| 5-6-1982                                                               | Messina                                                                | Malta                                                                  | 2 – 1                                                                  | Islanda                                                                | Qual. Euro 1984                                                        | -                                                                      |                                                                        |
| 11-7-1982                                                              | Helsinki                                                               | Finlandia                                                              | 3 – 2                                                                  | Islanda                                                                | Amichevole                                                             | -                                                                      |                                                                        |
| 1-8-1982                                                               | Tórshavn                                                               | Fær Øer                                                                | 1 – 4                                                                  | Islanda                                                                | Amichevole                                                             | -                                                                      |                                                                        |
| 2-8-1982                                                               | Norðragøta                                                             | Fær Øer                                                                | 0 – 4                                                                  | Islanda                                                                | Amichevole                                                             | -                                                                      |                                                                        |
| 1-9-1982                                                               | Reykjavík                                                              | Islanda                                                                | 1 – 1                                                                  | Paesi Bassi                                                            | Qual. Euro 1984                                                        | -                                                                      |                                                                        |
| 8-9-1982                                                               | Reykjavík                                                              | Islanda                                                                | 0 – 1                                                                  | Germania Est                                                           | Amichevole                                                             | -                                                                      |                                                                        |
| 13-10-1982                                                             | Dublino                                                                | Irlanda                                                                | 2 – 0                                                                  | Islanda                                                                | Qual. Euro 1984                                                        | -                                                                      |                                                                        |
| 27-10-1982                                                             | Malaga                                                                 | Spagna                                                                 | 1 – 0                                                                  | Islanda                                                                | Qual. Euro 1984                                                        | -                                                                      |                                                                        |
| 29-5-1983                                                              | Reykjavík                                                              | Islanda                                                                | 0 – 1                                                                  | Spagna                                                                 | Qual. Euro 1984                                                        | -                                                                      |                                                                        |
| 5-6-1983                                                               | Reykjavík                                                              | Islanda                                                                | 1 – 0                                                                  | Malta                                                                  | Qual. Euro 1984                                                        | -                                                                      |                                                                        |
| 8-8-1983                                                               | Njarðvík                                                               | Islanda                                                                | 6 – 0                                                                  | Fær Øer                                                                | Amichevole                                                             | -                                                                      |                                                                        |
| 17-8-1983                                                              | Reykjavík                                                              | Islanda                                                                | 0 – 4                                                                  | Svezia                                                                 | Amichevole                                                             | -                                                                      |                                                                        |
| 7-9-1983                                                               | Groninga                                                               | Paesi Bassi                                                            | 3 – 0                                                                  | Islanda                                                                | Qual. Euro 1984                                                        | -                                                                      |                                                                        |
| 21-9-1983                                                              | Reykjavík                                                              | Islanda                                                                | 0 – 3                                                                  | Irlanda                                                                | Qual. Euro 1984                                                        | -                                                                      |                                                                        |
| 20-6-1984                                                              | Reykjavík                                                              | Islanda                                                                | 0 – 1                                                                  | Norvegia                                                               | Amichevole                                                             | -                                                                      |                                                                        |
| 1-8-1984                                                               | Tórshavn                                                               | Fær Øer                                                                | 0 – 0                                                                  | Islanda                                                                | Coppa di Groenlandia 1984                                              | -                                                                      |                                                                        |
| 3-8-1984                                                               | Fuglafjørður                                                           | Islanda                                                                | 1 – 0                                                                  | Groenlandia                                                            | Coppa di Groenlandia 1984                                              | -                                                                      |                                                                        |
| 12-9-1984                                                              | Reykjavík                                                              | Islanda                                                                | 1 – 0                                                                  | Galles                                                                 | Qual. Mondiali 1986                                                    | -                                                                      |                                                                        |
| 25-9-1984                                                              | Al Khobar                                                              | Arabia Saudita                                                         | 1 – 2                                                                  | Islanda                                                                | Amichevole                                                             | -                                                                      |                                                                        |
| 17-10-1984                                                             | Glasgow                                                                | Scozia                                                                 | 3 – 0                                                                  | Islanda                                                                | Qual. Mondiali 1986                                                    | -                                                                      |                                                                        |
| 14-11-1984                                                             | Cardiff                                                                | Galles                                                                 | 2 – 1                                                                  | Islanda                                                                | Qual. Mondiali 1986                                                    | -                                                                      |                                                                        |
| 31-3-1985                                                              | Mansūriya                                                              | Kuwait                                                                 | 1 – 1                                                                  | Islanda                                                                | Amichevole                                                             | -                                                                      |                                                                        |
| 24-4-1985                                                              | Ettelbruck                                                             | Lussemburgo                                                            | 0 – 0                                                                  | Islanda                                                                | Amichevole                                                             | -                                                                      |                                                                        |
| 28-5-1985                                                              | Reykjavík                                                              | Islanda                                                                | 0 – 1                                                                  | Scozia                                                                 | Qual. Mondiali 1986                                                    | -                                                                      |                                                                        |
| 12-6-1985                                                              | Reykjavík                                                              | Islanda                                                                | 1 – 2                                                                  | Spagna                                                                 | Qual. Mondiali 1986                                                    | -                                                                      |                                                                        |
| 10-7-1985                                                              | Keflavík                                                               | Islanda                                                                | 9 – 0                                                                  | Fær Øer                                                                | Amichevole                                                             | -                                                                      |                                                                        |
| 12-7-1985                                                              | Akranes                                                                | Islanda                                                                | 1 – 0                                                                  | Fær Øer                                                                | Amichevole                                                             | -                                                                      |                                                                        |
| 25-9-1985                                                              | Siviglia                                                               | Spagna                                                                 | 2 – 1                                                                  | Islanda                                                                | Qual. Mondiali 1986                                                    | -                                                                      |                                                                        |
| 11-3-1986                                                              | Manama                                                                 | Bahrein                                                                | 2 – 1                                                                  | Islanda                                                                | Amichevole                                                             | -                                                                      |                                                                        |
| 14-3-1986                                                              | Manama                                                                 | Bahrein                                                                | 0 – 2                                                                  | Islanda                                                                | Amichevole                                                             | -                                                                      |                                                                        |
| 19-3-1986                                                              | Al Kuwait                                                              | Kuwait                                                                 | 1 – 0                                                                  | Islanda                                                                | Amichevole                                                             | -                                                                      |                                                                        |
| 25-5-1986                                                              | Reykjavík                                                              | Islanda                                                                | 1 – 2                                                                  | Irlanda                                                                | Torneo Triangolare dell'Islanda                                        | -                                                                      |                                                                        |
| 29-5-1986                                                              | Reykjavík                                                              | Islanda                                                                | 1 – 2                                                                  | Cecoslovacchia                                                         | Torneo Triangolare dell'Islanda                                        | -                                                                      |                                                                        |
| 10-9-1986                                                              | Reykjavík                                                              | Islanda                                                                | 0 – 0                                                                  | Francia                                                                | Qual. Euro 1988                                                        | -                                                                      |                                                                        |
| 24-9-1986                                                              | Reykjavík                                                              | Islanda                                                                | 1 – 1                                                                  | Unione Sovietica                                                       | Qual. Euro 1988                                                        | -                                                                      |                                                                        |
| 29-10-1986                                                             | Karl-Marx-Stadt                                                        | Germania Est                                                           | 2 – 0                                                                  | Islanda                                                                | Qual. Euro 1988                                                        | -                                                                      |                                                                        |
| 26-2-1987                                                              | Al Kuwait                                                              | Kuwait                                                                 | 1 – 1                                                                  | Islanda                                                                | Amichevole                                                             | -                                                                      |                                                                        |
| 28-2-1987                                                              | Al Kuwait                                                              | Kuwait                                                                 | 0 – 1                                                                  | Islanda                                                                | Amichevole                                                             | -                                                                      |                                                                        |
| 15-4-1987                                                              | Pescara                                                                | Italia                                                                 | 2 – 0                                                                  | Islanda                                                                | Qual. Olimpiadi 1988                                                   | -                                                                      |                                                                        |
| 29-4-1987                                                              | Parigi                                                                 | Francia                                                                | 2 – 0                                                                  | Islanda                                                                | Qual. Euro 1988                                                        | -                                                                      |                                                                        |
| 26-5-1987                                                              | Reykjavík                                                              | Islanda                                                                | 2 – 2                                                                  | Paesi Bassi                                                            | Qual. Olimpiadi 1988                                                   | -                                                                      |                                                                        |
| 3-6-1987                                                               | Reykjavík                                                              | Islanda                                                                | 0 – 6                                                                  | Germania Est                                                           | Qual. Euro 1988                                                        | -                                                                      |                                                                        |
| 2-9-1987                                                               | Reykjavík                                                              | Islanda                                                                | 2 – 0                                                                  | Germania Est                                                           | Qual. Olimpiadi 1988                                                   | -                                                                      |                                                                        |
| 9-9-1987                                                               | Reykjavík                                                              | Islanda                                                                | 2 – 1                                                                  | Norvegia                                                               | Qual. Euro 1988                                                        | -                                                                      |                                                                        |
| 23-9-1987                                                              | Oslo                                                                   | Norvegia                                                               | 0 – 1                                                                  | Islanda                                                                | Qual. Euro 1988                                                        | -                                                                      |                                                                        |
| 7-10-1987                                                              | Leiria                                                                 | Portogallo                                                             | 2 – 1                                                                  | Islanda                                                                | Qual. Olimpiadi 1988                                                   | -                                                                      |                                                                        |
| 28-10-1987                                                             | Sinferopoli                                                            | Unione Sovietica                                                       | 2 – 0                                                                  | Islanda                                                                | Qual. Euro 1988                                                        | -                                                                      |                                                                        |
| 27-4-1988                                                              | Doetinchem                                                             | Paesi Bassi                                                            | 1 – 0                                                                  | Islanda                                                                | Qual. Olimpiadi 1988                                                   | -                                                                      |                                                                        |
| 30-4-1988                                                              | Bischofswerda                                                          | Germania Est                                                           | 3 – 0                                                                  | Islanda                                                                | Qual. Olimpiadi 1988                                                   | -                                                                      |                                                                        |
| 4-5-1988                                                               | Budapest                                                               | Ungheria                                                               | 3 – 0                                                                  | Islanda                                                                | Amichevole                                                             | -                                                                      |                                                                        |
| 24-5-1988                                                              | Reykjavík                                                              | Islanda                                                                | 0 – 1                                                                  | Portogallo                                                             | Qual. Olimpiadi 1988                                                   | -                                                                      |                                                                        |
| 29-5-1988                                                              | Reykjavík                                                              | Islanda                                                                | 0 – 3                                                                  | Italia                                                                 | Qual. Olimpiadi 1988                                                   | -                                                                      |                                                                        |
| 7-8-1988                                                               | Reykjavík                                                              | Islanda                                                                | 2 – 3                                                                  | Bulgaria                                                               | Amichevole                                                             | -                                                                      |                                                                        |
| 18-8-1988                                                              | Reykjavík                                                              | Islanda                                                                | 0 – 1                                                                  | Svezia                                                                 | Amichevole                                                             | -                                                                      |                                                                        |
| 24-8-1988                                                              | Akranes                                                                | Islanda                                                                | 1 – 0                                                                  | Fær Øer                                                                | Amichevole                                                             | -                                                                      |                                                                        |
| 31-8-1988                                                              | Reykjavík                                                              | Islanda                                                                | 1 – 1                                                                  | Unione Sovietica                                                       | Qual. Mondiali 1990                                                    | -                                                                      |                                                                        |
| 21-9-1988                                                              | Reykjavík                                                              | Islanda                                                                | 0 – 3                                                                  | Ungheria                                                               | Amichevole                                                             | -                                                                      |                                                                        |
| 28-9-1988                                                              | Copenaghen                                                             | Danimarca                                                              | 1 – 0                                                                  | Islanda                                                                | Amichevole                                                             | -                                                                      |                                                                        |
| 12-10-1988                                                             | Istanbul                                                               | Turchia                                                                | 1 – 1                                                                  | Islanda                                                                | Qual. Mondiali 1990                                                    | -                                                                      |                                                                        |
| 19-10-1988                                                             | Berlino                                                                | Germania Est                                                           | 2 – 0                                                                  | Islanda                                                                | Qual. Mondiali 1990                                                    | -                                                                      |                                                                        |
| 19-5-1989                                                              | Reykjavík                                                              | Islanda                                                                | 0 – 2                                                                  | Inghilterra                                                            | Amichevole                                                             | -                                                                      |                                                                        |
| 31-5-1989                                                              | Mosca                                                                  | Unione Sovietica                                                       | 1 – 1                                                                  | Islanda                                                                | Qual. Mondiali 1990                                                    | -                                                                      |                                                                        |
| 14-6-1989                                                              | Reykjavík                                                              | Islanda                                                                | 0 – 0                                                                  | Austria                                                                | Qual. Mondiali 1990                                                    | -                                                                      |                                                                        |
| 23-8-1989                                                              | Salisburgo                                                             | Austria                                                                | 2 – 1                                                                  | Islanda                                                                | Qual. Mondiali 1990                                                    | -                                                                      |                                                                        |
| 6-9-1989                                                               | Reykjavík                                                              | Islanda                                                                | 0 – 3                                                                  | Germania Est                                                           | Qual. Mondiali 1990                                                    | -                                                                      |                                                                        |
| 20-9-1989                                                              | Reykjavík                                                              | Islanda                                                                | 2 – 1                                                                  | Turchia                                                                | Qual. Mondiali 1990                                                    | -                                                                      |                                                                        |
| 28-3-1990                                                              | Esch-sur-Alzette                                                       | Lussemburgo                                                            | 1 – 2                                                                  | Islanda                                                                | Amichevole                                                             | -                                                                      |                                                                        |
| 3-4-1990                                                               | Hamilton                                                               | Bermuda                                                                | 0 – 4                                                                  | Islanda                                                                | Amichevole                                                             | -                                                                      |                                                                        |
| 8-4-1990                                                               | Saint Louis                                                            | Stati Uniti                                                            | 4 – 1                                                                  | Islanda                                                                | Amichevole                                                             | -                                                                      |                                                                        |
| 30-5-1990                                                              | Reykjavík                                                              | Islanda                                                                | 2 – 0                                                                  | Albania                                                                | Qual. Euro 1992                                                        | -                                                                      |                                                                        |
| 8-8-1990                                                               | Tórshavn                                                               | Fær Øer                                                                | 2 – 3                                                                  | Islanda                                                                | Amichevole                                                             | -                                                                      |                                                                        |
| 5-9-1990                                                               | Reykjavík                                                              | Islanda                                                                | 1 – 2                                                                  | Francia                                                                | Qual. Euro 1992                                                        | -                                                                      |                                                                        |
| 26-9-1990                                                              | Košice                                                                 | Cecoslovacchia                                                         | 1 – 0                                                                  | Islanda                                                                | Qual. Euro 1992                                                        | -                                                                      |                                                                        |
| 10-10-1990                                                             | Siviglia                                                               | Spagna                                                                 | 2 – 1                                                                  | Islanda                                                                | Qual. Euro 1992                                                        | -                                                                      |                                                                        |
| 27-4-1991                                                              | Watford                                                                | Inghilterra                                                            | 1 – 0                                                                  | Islanda                                                                | Amichevole                                                             | -                                                                      |                                                                        |
| 1-5-1991                                                               | Cardiff                                                                | Galles                                                                 | 1 – 0                                                                  | Islanda                                                                | Amichevole                                                             | -                                                                      |                                                                        |
| 7-5-1991                                                               | Attard                                                                 | Malta                                                                  | 1 – 4                                                                  | Islanda                                                                | Amichevole                                                             | -                                                                      |                                                                        |
| 26-5-1991                                                              | Tirana                                                                 | Albania                                                                | 1 – 0                                                                  | Islanda                                                                | Qual. Euro 1992                                                        | -                                                                      |                                                                        |
| 5-6-1991                                                               | Reykjavík                                                              | Islanda                                                                | 0 – 1                                                                  | Cecoslovacchia                                                         | Qual. Euro 1992                                                        | -                                                                      |                                                                        |
| 17-7-1991                                                              | Reykjavík                                                              | Islanda                                                                | 5 – 1                                                                  | Turchia                                                                | Amichevole                                                             | -                                                                      |                                                                        |
| 4-9-1991                                                               | Reykjavík                                                              | Islanda                                                                | 0 – 0                                                                  | Danimarca                                                              | Amichevole                                                             | -                                                                      |                                                                        |
| 25-9-1991                                                              | Reykjavík                                                              | Islanda                                                                | 2 – 0                                                                  | Spagna                                                                 | Qual. Euro 1992                                                        | -                                                                      |                                                                        |
| 16-10-1991                                                             | Larnaca                                                                | Cipro                                                                  | 1 – 1                                                                  | Islanda                                                                | Amichevole                                                             | -                                                                      |                                                                        |
| 20-11-1991                                                             | Parigi                                                                 | Francia                                                                | 3 – 1                                                                  | Islanda                                                                | Qual. Euro 1992                                                        | -                                                                      |                                                                        |
| 10-2-1992                                                              | Attard                                                                 | Malta                                                                  | 1 – 0                                                                  | Islanda                                                                | Torneo di Malta 1992                                                   | -                                                                      |                                                                        |
| 2-3-1992                                                               | Dubai                                                                  | Emirati Arabi Uniti                                                    | 0 – 1                                                                  | Islanda                                                                | Amichevole                                                             | -                                                                      |                                                                        |
| 8-4-1992                                                               | Ramat Gan                                                              | Israele                                                                | 2 – 2                                                                  | Islanda                                                                | Amichevole                                                             | -                                                                      |                                                                        |
| 13-5-1992                                                              | Amarousio                                                              | Grecia                                                                 | 1 – 0                                                                  | Islanda                                                                | Qual. Mondiali 1994                                                    | -                                                                      |                                                                        |
| 3-6-1992                                                               | Budapest                                                               | Ungheria                                                               | 1 – 2                                                                  | Islanda                                                                | Qual. Mondiali 1994                                                    | -                                                                      |                                                                        |
| 9-8-1992                                                               | Reykjavík                                                              | Islanda                                                                | 0 – 2                                                                  | Israele                                                                | Amichevole                                                             | -                                                                      |                                                                        |
| 7-10-1992                                                              | Reykjavík                                                              | Islanda                                                                | 0 – 1                                                                  | Grecia                                                                 | Qual. Mondiali 1994                                                    | -                                                                      |                                                                        |
| 14-10-1992                                                             | Mosca                                                                  | Russia                                                                 | 1 – 0                                                                  | Islanda                                                                | Qual. Mondiali 1994                                                    | -                                                                      |                                                                        |
| 17-4-1993                                                              | Costa Mesa                                                             | Stati Uniti                                                            | 1 – 1                                                                  | Islanda                                                                | Amichevole                                                             | -                                                                      |                                                                        |
| 20-5-1993                                                              | Lussemburgo                                                            | Lussemburgo                                                            | 1 – 1                                                                  | Islanda                                                                | Qual. Mondiali 1994                                                    | -                                                                      |                                                                        |
| 2-6-1993                                                               | Reykjavík                                                              | Islanda                                                                | 1 – 1                                                                  | Russia                                                                 | Qual. Mondiali 1994                                                    | -                                                                      |                                                                        |
| 16-6-1993                                                              | Reykjavík                                                              | Islanda                                                                | 2 – 0                                                                  | Ungheria                                                               | Qual. Mondiali 1994                                                    | -                                                                      |                                                                        |
| 31-8-1993                                                              | Reykjavík                                                              | Islanda                                                                | 0 – 1                                                                  | Stati Uniti                                                            | Amichevole                                                             | -                                                                      |                                                                        |
| 8-9-1993                                                               | Reykjavík                                                              | Islanda                                                                | 1 – 0                                                                  | Lussemburgo                                                            | Qual. Mondiali 1994                                                    | -                                                                      |                                                                        |
| 17-10-1993                                                             | Tunisi                                                                 | Tunisia                                                                | 3 – 1                                                                  | Islanda                                                                | Amichevole                                                             | -                                                                      |                                                                        |
| 20-4-1994                                                              | Tolone                                                                 | Arabia Saudita                                                         | 2 – 0                                                                  | Islanda                                                                | Amichevole                                                             | -                                                                      |                                                                        |
| 24-4-1994                                                              | Chula Vista                                                            | Stati Uniti                                                            | 1 – 2                                                                  | Islanda                                                                | Amichevole                                                             | -                                                                      |                                                                        |
| 4-5-1994                                                               | Florianópolis                                                          | Brasile                                                                | 3 – 0                                                                  | Islanda                                                                | Amichevole                                                             | -                                                                      |                                                                        |
| 19-5-1994                                                              | Reykjavík                                                              | Islanda                                                                | 1 – 0                                                                  | Bolivia                                                                | Amichevole                                                             | -                                                                      |                                                                        |
| 16-8-1994                                                              | Akureyri                                                               | Islanda                                                                | 4 – 0                                                                  | Estonia                                                                | Amichevole                                                             | -                                                                      |                                                                        |
| 30-8-1994                                                              | Reykjavík                                                              | Islanda                                                                | 1 – 0                                                                  | Emirati Arabi Uniti                                                    | Amichevole                                                             | -                                                                      |                                                                        |
| 7-9-1994                                                               | Reykjavík                                                              | Islanda                                                                | 0 – 1                                                                  | Svezia                                                                 | Qual. Euro 1996                                                        | -                                                                      |                                                                        |
| 12-10-1994                                                             | Istanbul                                                               | Turchia                                                                | 5 – 0                                                                  | Islanda                                                                | Qual. Euro 1996                                                        | -                                                                      |                                                                        |
| 29-10-1994                                                             | al-'Ayn                                                                | Kuwait                                                                 | 0 – 1                                                                  | Islanda                                                                | Amichevole                                                             | -                                                                      |                                                                        |
| 16-11-1994                                                             | Losanna                                                                | Svizzera                                                               | 1 – 0                                                                  | Islanda                                                                | Qual. Euro 1996                                                        | -                                                                      |                                                                        |
| 22-4-1995                                                              | Temuco                                                                 | Cile                                                                   | 1 – 1                                                                  | Islanda                                                                | Amichevole                                                             | -                                                                      |                                                                        |
| 1-6-1995                                                               | Solna                                                                  | Svezia                                                                 | 1 – 1                                                                  | Islanda                                                                | Qual. Euro 1996                                                        | -                                                                      |                                                                        |
| 11-6-1995                                                              | Reykjavík                                                              | Islanda                                                                | 2 – 1                                                                  | Ungheria                                                               | Qual. Euro 1996                                                        | -                                                                      |                                                                        |
| 2-7-1995                                                               | Neskaupstaður                                                          | Islanda                                                                | 2 – 0                                                                  | Fær Øer                                                                | Amichevole                                                             | -                                                                      |                                                                        |
| 16-8-1995                                                              | Reykjavík                                                              | Islanda                                                                | 0 – 2                                                                  | Svizzera                                                               | Qual. Euro 1996                                                        | -                                                                      |                                                                        |
| 11-10-1995                                                             | Reykjavík                                                              | Islanda                                                                | 0 – 0                                                                  | Turchia                                                                | Qual. Euro 1996                                                        | -                                                                      |                                                                        |
| 11-11-1995                                                             | Budapest                                                               | Ungheria                                                               | 1 – 0                                                                  | Islanda                                                                | Qual. Euro 1996                                                        | -                                                                      |                                                                        |
| 7-2-1996                                                               | Attard                                                                 | Islanda                                                                | 1 – 7                                                                  | Slovenia                                                               | Torneo di Malta 1996                                                   | -                                                                      |                                                                        |
| 9-2-1996                                                               | Attard                                                                 | Islanda                                                                | 0 – 3                                                                  | Russia                                                                 | Torneo di Malta 1996                                                   | -                                                                      |                                                                        |
| 11-2-1996                                                              | Attard                                                                 | Malta                                                                  | 1 – 4                                                                  | Islanda                                                                | Torneo di Malta 1996                                                   | -                                                                      |                                                                        |
| 24-4-1996                                                              | Tallinn                                                                | Estonia                                                                | 0 – 3                                                                  | Islanda                                                                | Amichevole                                                             | -                                                                      |                                                                        |
| 1-6-1996                                                               | Reykjavík                                                              | Islanda                                                                | 1 – 1                                                                  | Macedonia                                                              | Qual. Mondiali 1998                                                    | -                                                                      |                                                                        |
| 5-6-1996                                                               | Akranes                                                                | Islanda                                                                | 2 – 1                                                                  | Cipro                                                                  | Amichevole                                                             | -                                                                      |                                                                        |
| 14-8-1996                                                              | Reykjavík                                                              | Islanda                                                                | 2 – 1                                                                  | Malta                                                                  | Amichevole                                                             | -                                                                      |                                                                        |
| 4-9-1996                                                               | Jablonec nad Nisou                                                     | Rep. Ceca                                                              | 2 – 1                                                                  | Islanda                                                                | Amichevole                                                             | -                                                                      |                                                                        |
| 5-10-1996                                                              | Vilnius                                                                | Lituania                                                               | 2 – 0                                                                  | Islanda                                                                | Qual. Mondiali 1998                                                    | -                                                                      |                                                                        |
| 9-10-1996                                                              | Reykjavík                                                              | Islanda                                                                | 0 – 4                                                                  | Romania                                                                | Qual. Mondiali 1998                                                    | -                                                                      |                                                                        |
| 10-11-1996                                                             | Dublino                                                                | Irlanda                                                                | 0 – 0                                                                  | Islanda                                                                | Qual. Mondiali 1998                                                    | -                                                                      |                                                                        |
| 29-4-1997                                                              | Trnava                                                                 | Slovacchia                                                             | 3 – 1                                                                  | Islanda                                                                | Amichevole                                                             | -                                                                      |                                                                        |
| 7-6-1997                                                               | Skopje                                                                 | Macedonia                                                              | 1 – 0                                                                  | Islanda                                                                | Qual. Mondiali 1998                                                    | -                                                                      |                                                                        |
| 11-6-1997                                                              | Reykjavík                                                              | Islanda                                                                | 0 – 0                                                                  | Lituania                                                               | Qual. Mondiali 1998                                                    | -                                                                      |                                                                        |
| 20-7-1997                                                              | Reykjavík                                                              | Islanda                                                                | 0 – 1                                                                  | Norvegia                                                               | Amichevole                                                             | -                                                                      |                                                                        |
| 27-7-1997                                                              | Höfn                                                                   | Islanda                                                                | 1 – 0                                                                  | Fær Øer                                                                | Amichevole                                                             | -                                                                      |                                                                        |
| 20-8-1997                                                              | Eschen                                                                 | Liechtenstein                                                          | 0 – 4                                                                  | Islanda                                                                | Qual. Mondiali 1998                                                    | -                                                                      |                                                                        |
| 6-9-1997                                                               | Reykjavík                                                              | Islanda                                                                | 2 – 4                                                                  | Irlanda                                                                | Qual. Mondiali 1998                                                    | -                                                                      |                                                                        |
| 10-9-1997                                                              | Bucarest                                                               | Romania                                                                | 4 – 0                                                                  | Islanda                                                                | Qual. Mondiali 1998                                                    | -                                                                      |                                                                        |
| 11-10-1997                                                             | Reykjavík                                                              | Islanda                                                                | 4 – 0                                                                  | Liechtenstein                                                          | Qual. Mondiali 1998                                                    | -                                                                      |                                                                        |
| 7-12-1997                                                              | Riad                                                                   | Arabia Saudita                                                         | 0 – 0                                                                  | Islanda                                                                | Amichevole                                                             | -                                                                      |                                                                        |
| 5-2-1998                                                               | Limassol                                                               | Islanda                                                                | 2 – 3                                                                  | Slovenia                                                               | Torneo di Cipro 1998                                                   | -                                                                      |                                                                        |
| 7-2-1998                                                               | Limassol                                                               | Islanda                                                                | 1 – 2                                                                  | Slovacchia                                                             | Torneo di Cipro 1998                                                   | -                                                                      |                                                                        |
| 13-5-1998                                                              | Cannes                                                                 | Islanda                                                                | 1 – 1                                                                  | Arabia Saudita                                                         | Amichevole                                                             | -                                                                      |                                                                        |
| 6-6-1998                                                               | Baiersbronn                                                            | Islanda                                                                | 1 – 1                                                                  | Sudafrica                                                              | Amichevole                                                             | -                                                                      |                                                                        |
| 19-8-1998                                                              | Reykjavík                                                              | Islanda                                                                | 4 – 1                                                                  | Lettonia                                                               | Amichevole                                                             | -                                                                      |                                                                        |
| 5-9-1998                                                               | Reykjavík                                                              | Islanda                                                                | 1 – 1                                                                  | Francia                                                                | Qual. Euro 2000                                                        | -                                                                      |                                                                        |
| 10-10-1998                                                             | Erevan                                                                 | Armenia                                                                | 0 – 0                                                                  | Islanda                                                                | Qual. Euro 2000                                                        | -                                                                      |                                                                        |
| 14-10-1998                                                             | Reykjavík                                                              | Islanda                                                                | 1 – 0                                                                  | Russia                                                                 | Qual. Euro 2000                                                        | -                                                                      |                                                                        |
| 10-3-1999                                                              | Lussemburgo                                                            | Lussemburgo                                                            | 1 – 2                                                                  | Islanda                                                                | Amichevole                                                             | -                                                                      |                                                                        |
| 27-3-1999                                                              | Andorra la Vella                                                       | Andorra                                                                | 0 – 2                                                                  | Islanda                                                                | Qual. Euro 2000                                                        | -                                                                      |                                                                        |
| 31-3-1999                                                              | Kiev                                                                   | Ucraina                                                                | 1 – 1                                                                  | Islanda                                                                | Qual. Euro 2000                                                        | -                                                                      |                                                                        |
| 28-4-1999                                                              | Attard                                                                 | Malta                                                                  | 1 – 2                                                                  | Islanda                                                                | Amichevole                                                             | -                                                                      |                                                                        |
| 5-6-1999                                                               | Reykjavík                                                              | Islanda                                                                | 2 – 0                                                                  | Armenia                                                                | Qual. Euro 2000                                                        | -                                                                      |                                                                        |
| 9-6-1999                                                               | Mosca                                                                  | Russia                                                                 | 1 – 0                                                                  | Islanda                                                                | Qual. Euro 2000                                                        | -                                                                      |                                                                        |
| 18-8-1999                                                              | Tórshavn                                                               | Fær Øer                                                                | 0 – 1                                                                  | Islanda                                                                | Amichevole                                                             | -                                                                      |                                                                        |
| 4-9-1999                                                               | Reykjavík                                                              | Islanda                                                                | 3 – 0                                                                  | Andorra                                                                | Qual. Euro 2000                                                        | -                                                                      |                                                                        |
| 8-9-1999                                                               | Reykjavík                                                              | Islanda                                                                | 0 – 1                                                                  | Ucraina                                                                | Qual. Euro 2000                                                        | -                                                                      |                                                                        |
| 9-10-1999                                                              | Saint-Denis                                                            | Francia                                                                | 3 – 2                                                                  | Islanda                                                                | Qual. Euro 2000                                                        | -                                                                      |                                                                        |
| 31-1-2000                                                              | La Manga del Mar Menor                                                 | Islanda                                                                | 0 – 0                                                                  | Norvegia                                                               | Nordisk Mesterskap 2000-2001                                           | -                                                                      |                                                                        |
| 2-2-2000                                                               | La Manga del Mar Menor                                                 | Finlandia                                                              | 0 – 1                                                                  | Islanda                                                                | Nordisk Mesterskap 2000-2001                                           | -                                                                      |                                                                        |
| 4-2-2000                                                               | La Manga del Mar Menor                                                 | Fær Øer                                                                | 2 – 3                                                                  | Islanda                                                                | Nordisk Mesterskap 2000-2001                                           | -                                                                      |                                                                        |
| 27-7-2000                                                              | Reykjavík                                                              | Islanda                                                                | 5 – 0                                                                  | Malta                                                                  | Amichevole                                                             | -                                                                      |                                                                        |
| 16-8-2000                                                              | Reykjavík                                                              | Islanda                                                                | 2 – 1                                                                  | Svezia                                                                 | Nordisk Mesterskap 2000-2001                                           | -                                                                      |                                                                        |
| 2-9-2000                                                               | Reykjavík                                                              | Islanda                                                                | 1 – 2                                                                  | Danimarca                                                              | Qual. Mondiali 2002                                                    | -                                                                      |                                                                        |
| 7-10-2000                                                              | Teplice                                                                | Rep. Ceca                                                              | 4 – 0                                                                  | Islanda                                                                | Qual. Mondiali 2002                                                    | -                                                                      |                                                                        |
| 11-10-2000                                                             | Reykjavík                                                              | Islanda                                                                | 1 – 0                                                                  | Irlanda del Nord                                                       | Qual. Mondiali 2002                                                    | -                                                                      |                                                                        |
| 15-11-2000                                                             | Varsavia                                                               | Polonia                                                                | 1 – 0                                                                  | Islanda                                                                | Amichevole                                                             | -                                                                      |                                                                        |
| 11-1-2001                                                              | Kochi                                                                  | Uruguay                                                                | 2 – 1                                                                  | Islanda                                                                | Millennium Super Soccer Cup                                            | -                                                                      |                                                                        |
| 13-1-2001                                                              | Kochi                                                                  | India                                                                  | 0 – 3                                                                  | Islanda                                                                | Millennium Super Soccer Cup                                            | -                                                                      |                                                                        |
| 20-1-2001                                                              | Calcutta                                                               | Cile                                                                   | 2 – 0                                                                  | Islanda                                                                | Millennium Super Soccer Cup                                            | -                                                                      |                                                                        |
| 24-3-2001                                                              | Sofia                                                                  | Bulgaria                                                               | 2 – 1                                                                  | Islanda                                                                | Qual. Mondiali 2002                                                    | -                                                                      |                                                                        |
| 25-4-2001                                                              | Attard                                                                 | Malta                                                                  | 1 – 4                                                                  | Islanda                                                                | Qual. Mondiali 2002                                                    | -                                                                      |                                                                        |
| 2-6-2001                                                               | Reykjavík                                                              | Islanda                                                                | 3 – 0                                                                  | Malta                                                                  | Qual. Mondiali 2002                                                    | -                                                                      |                                                                        |
| 6-6-2001                                                               | Reykjavík                                                              | Islanda                                                                | 1 – 1                                                                  | Bulgaria                                                               | Qual. Mondiali 2002                                                    | -                                                                      |                                                                        |
| 15-8-2001                                                              | Reykjavík                                                              | Islanda                                                                | 1 – 1                                                                  | Polonia                                                                | Amichevole                                                             | -                                                                      |                                                                        |
| 1-9-2001                                                               | Reykjavík                                                              | Islanda                                                                | 3 – 1                                                                  | Rep. Ceca                                                              | Qual. Mondiali 2002                                                    | -                                                                      |                                                                        |
| 5-9-2001                                                               | Belfast                                                                | Irlanda del Nord                                                       | 3 – 0                                                                  | Islanda                                                                | Qual. Mondiali 2002                                                    | -                                                                      |                                                                        |
| 6-10-2001                                                              | Copenaghen                                                             | Danimarca                                                              | 6 – 0                                                                  | Islanda                                                                | Qual. Mondiali 2002                                                    | -                                                                      |                                                                        |
| 8-1-2002                                                               | Mascate                                                                | Kuwait                                                                 | 0 – 0                                                                  | Islanda                                                                | Amichevole                                                             | -                                                                      |                                                                        |
| 10-1-2002                                                              | Riad                                                                   | Arabia Saudita                                                         | 1 – 0                                                                  | Islanda                                                                | Amichevole                                                             | -                                                                      |                                                                        |
| 7-3-2002                                                               | Cuiabá                                                                 | Brasile                                                                | 6 – 1                                                                  | Islanda                                                                | Amichevole                                                             | -                                                                      |                                                                        |
| 22-5-2002                                                              | Bodø                                                                   | Norvegia                                                               | 1 – 1                                                                  | Islanda                                                                | Amichevole                                                             | -                                                                      |                                                                        |
| 21-8-2002                                                              | Reykjavík                                                              | Islanda                                                                | 3 – 0                                                                  | Andorra                                                                | Amichevole                                                             | -                                                                      |                                                                        |
| 7-9-2002                                                               | Reykjavík                                                              | Islanda                                                                | 0 – 2                                                                  | Ungheria                                                               | Amichevole                                                             | -                                                                      |                                                                        |
| 12-10-2002                                                             | Reykjavík                                                              | Islanda                                                                | 0 – 2                                                                  | Scozia                                                                 | Qual. Euro 2004                                                        | -                                                                      |                                                                        |
| 16-10-2002                                                             | Reykjavík                                                              | Islanda                                                                | 3 – 0                                                                  | Lituania                                                               | Qual. Euro 2004                                                        | -                                                                      |                                                                        |
| 20-11-2002                                                             | Tallinn                                                                | Estonia                                                                | 2 – 0                                                                  | Islanda                                                                | Amichevole                                                             | -                                                                      |                                                                        |
| 29-3-2003                                                              | Glasgow                                                                | Scozia                                                                 | 2 – 1                                                                  | Islanda                                                                | Qual. Euro 2004                                                        | -                                                                      |                                                                        |
| 30-4-2003                                                              | Vantaa                                                                 | Finlandia                                                              | 3 – 0                                                                  | Islanda                                                                | Amichevole                                                             | -                                                                      |                                                                        |
| 7-6-2003                                                               | Reykjavík                                                              | Islanda                                                                | 2 – 1                                                                  | Fær Øer                                                                | Qual. Euro 2004                                                        | -                                                                      |                                                                        |
| 11-6-2003                                                              | Kaunas                                                                 | Lituania                                                               | 0 – 3                                                                  | Islanda                                                                | Qual. Euro 2004                                                        | -                                                                      |                                                                        |
| 20-8-2003                                                              | Tórshavn                                                               | Fær Øer                                                                | 1 – 2                                                                  | Islanda                                                                | Qual. Euro 2004                                                        | -                                                                      |                                                                        |
| 6-9-2003                                                               | Reykjavík                                                              | Islanda                                                                | 0 – 0                                                                  | Germania                                                               | Qual. Euro 2004                                                        | -                                                                      |                                                                        |
| 11-10-2003                                                             | Amburgo                                                                | Germania                                                               | 3 – 0                                                                  | Islanda                                                                | Qual. Euro 2004                                                        | -                                                                      |                                                                        |
| 19-11-2003                                                             | San Francisco                                                          | Messico                                                                | 0 – 0                                                                  | Islanda                                                                | Amichevole                                                             | -                                                                      |                                                                        |
| 31-3-2004                                                              | Tirana                                                                 | Albania                                                                | 2 – 1                                                                  | Islanda                                                                | Amichevole                                                             | -                                                                      |                                                                        |
| 28-4-2004                                                              | Riga                                                                   | Lettonia                                                               | 0 – 0                                                                  | Islanda                                                                | Amichevole                                                             | -                                                                      |                                                                        |
| 30-5-2004                                                              | Manchester                                                             | Giappone                                                               | 3 – 2                                                                  | Islanda                                                                | FA Summer Tournament 2004                                              | -                                                                      |                                                                        |
| 5-6-2004                                                               | Manchester                                                             | Inghilterra                                                            | 6 – 1                                                                  | Islanda                                                                | FA Summer Tournament 2004                                              | -                                                                      |                                                                        |
| 18-8-2004                                                              | Reykjavík                                                              | Islanda                                                                | 2 – 0                                                                  | Italia                                                                 | Amichevole                                                             | -                                                                      |                                                                        |
| 4-9-2004                                                               | Reykjavík                                                              | Islanda                                                                | 1 – 3                                                                  | Bulgaria                                                               | Qual. Mondiali 2006                                                    | -                                                                      |                                                                        |
| 8-9-2004                                                               | Budapest                                                               | Ungheria                                                               | 3 – 2                                                                  | Islanda                                                                | Qual. Mondiali 2006                                                    | -                                                                      |                                                                        |
| 9-10-2004                                                              | Attard                                                                 | Malta                                                                  | 0 – 0                                                                  | Islanda                                                                | Qual. Mondiali 2006                                                    | -                                                                      |                                                                        |
| 13-10-2004                                                             | Reykjavík                                                              | Islanda                                                                | 1 – 4                                                                  | Svezia                                                                 | Qual. Mondiali 2006                                                    | -                                                                      |                                                                        |
| 26-3-2005                                                              | Zagabria                                                               | Croazia                                                                | 4 – 0                                                                  | Islanda                                                                | Qual. Mondiali 2006                                                    | -                                                                      |                                                                        |
| 30-3-2005                                                              | Padova                                                                 | Italia                                                                 | 0 – 0                                                                  | Islanda                                                                | Amichevole                                                             | -                                                                      |                                                                        |
| 4-6-2005                                                               | Reykjavík                                                              | Islanda                                                                | 2 – 3                                                                  | Ungheria                                                               | Qual. Mondiali 2006                                                    | -                                                                      |                                                                        |
| 8-6-2005                                                               | Reykjavík                                                              | Islanda                                                                | 4 – 1                                                                  | Malta                                                                  | Qual. Mondiali 2006                                                    | -                                                                      |                                                                        |
| 17-8-2005                                                              | Reykjavík                                                              | Islanda                                                                | 4 – 1                                                                  | Sudafrica                                                              | Amichevole                                                             | -                                                                      |                                                                        |
| 3-9-2005                                                               | Reykjavík                                                              | Islanda                                                                | 1 – 3                                                                  | Croazia                                                                | Qual. Mondiali 2006                                                    | -                                                                      |                                                                        |
| 7-9-2005                                                               | Sofia                                                                  | Bulgaria                                                               | 3 – 2                                                                  | Islanda                                                                | Qual. Mondiali 2006                                                    | -                                                                      |                                                                        |
| 7-10-2005                                                              | Varsavia                                                               | Polonia                                                                | 3 – 2                                                                  | Islanda                                                                | Amichevole                                                             | -                                                                      |                                                                        |
| 12-10-2005                                                             | Solna                                                                  | Svezia                                                                 | 3 – 1                                                                  | Islanda                                                                | Qual. Mondiali 2006                                                    | -                                                                      |                                                                        |
| 28-2-2006                                                              | Londra                                                                 | Trinidad e Tobago                                                      | 2 – 0                                                                  | Islanda                                                                | Amichevole                                                             | -                                                                      |                                                                        |
| 15-8-2006                                                              | Reykjavík                                                              | Islanda                                                                | 0 – 0                                                                  | Spagna                                                                 | Amichevole                                                             | -                                                                      |                                                                        |
| 2-9-2006                                                               | Belfast                                                                | Irlanda del Nord                                                       | 0 – 3                                                                  | Islanda                                                                | Qual. Euro 2008                                                        | -                                                                      |                                                                        |
| 6-9-2006                                                               | Reykjavík                                                              | Islanda                                                                | 0 – 2                                                                  | Danimarca                                                              | Qual. Euro 2008                                                        | -                                                                      |                                                                        |
| 7-10-2006                                                              | Riga                                                                   | Lettonia                                                               | 4 – 0                                                                  | Islanda                                                                | Qual. Euro 2008                                                        | -                                                                      |                                                                        |
| 11-10-2006                                                             | Reykjavík                                                              | Islanda                                                                | 1 – 2                                                                  | Svezia                                                                 | Qual. Euro 2008                                                        | -                                                                      |                                                                        |
| 28-3-2007                                                              | Palma di Maiorca                                                       | Spagna                                                                 | 1 – 0                                                                  | Islanda                                                                | Qual. Euro 2008                                                        | -                                                                      |                                                                        |
| 2-6-2007                                                               | Reykjavík                                                              | Islanda                                                                | 1 – 1                                                                  | Liechtenstein                                                          | Qual. Euro 2008                                                        | -                                                                      |                                                                        |
| 6-6-2007                                                               | Solna                                                                  | Svezia                                                                 | 5 – 0                                                                  | Islanda                                                                | Qual. Euro 2008                                                        | -                                                                      |                                                                        |
| 22-8-2007                                                              | Reykjavík                                                              | Islanda                                                                | 1 – 1                                                                  | Canada                                                                 | Amichevole                                                             | -                                                                      |                                                                        |
| 8-9-2007                                                               | Reykjavík                                                              | Islanda                                                                | 1 – 1                                                                  | Spagna                                                                 | Qual. Euro 2008                                                        | -                                                                      |                                                                        |
| 12-9-2007                                                              | Reykjavík                                                              | Islanda                                                                | 2 – 1                                                                  | Irlanda del Nord                                                       | Qual. Euro 2008                                                        | -                                                                      |                                                                        |
| 13-10-2007                                                             | Reykjavík                                                              | Islanda                                                                | 2 – 4                                                                  | Lettonia                                                               | Qual. Euro 2008                                                        | -                                                                      |                                                                        |
| 17-10-2007                                                             | Vaduz                                                                  | Liechtenstein                                                          | 3 – 0                                                                  | Islanda                                                                | Qual. Euro 2008                                                        | -                                                                      |                                                                        |
| 21-11-2007                                                             | Copenaghen                                                             | Danimarca                                                              | 3 – 0                                                                  | Islanda                                                                | Qual. Euro 2008                                                        | -                                                                      |                                                                        |
| 2-2-2008                                                               | Attard                                                                 | Bielorussia                                                            | 2 – 0                                                                  | Islanda                                                                | Torneo di Malta 2008                                                   | -                                                                      |                                                                        |
| 4-2-2008                                                               | Attard                                                                 | Malta                                                                  | 1 – 0                                                                  | Islanda                                                                | Torneo di Malta 2008                                                   | -                                                                      |                                                                        |
| 6-2-2008                                                               | Attard                                                                 | Islanda                                                                | 2 – 0                                                                  | Armenia                                                                | Torneo di Malta 2008                                                   | -                                                                      |                                                                        |
| 16-3-2008                                                              | Kópavogur                                                              | Islanda                                                                | 3 – 0                                                                  | Fær Øer                                                                | Amichevole                                                             | -                                                                      |                                                                        |
| 26-3-2008                                                              | Zlaté Moravce                                                          | Slovacchia                                                             | 1 – 2                                                                  | Islanda                                                                | Amichevole                                                             | -                                                                      |                                                                        |
| 28-5-2008                                                              | Reykjavík                                                              | Islanda                                                                | 0 – 1                                                                  | Galles                                                                 | Amichevole                                                             | -                                                                      |                                                                        |
| 20-8-2008                                                              | Reykjavík                                                              | Islanda                                                                | 1 – 1                                                                  | Azerbaigian                                                            | Amichevole                                                             | -                                                                      |                                                                        |
| 6-9-2008                                                               | Oslo                                                                   | Norvegia                                                               | 2 – 2                                                                  | Islanda                                                                | Qual. Mondiali 2010                                                    | -                                                                      |                                                                        |
| 10-9-2008                                                              | Reykjavík                                                              | Islanda                                                                | 1 – 2                                                                  | Scozia                                                                 | Qual. Mondiali 2010                                                    | -                                                                      |                                                                        |
| 11-10-2008                                                             | Rotterdam                                                              | Paesi Bassi                                                            | 2 – 0                                                                  | Islanda                                                                | Qual. Mondiali 2010                                                    | -                                                                      |                                                                        |
| 15-10-2008                                                             | Reykjavík                                                              | Islanda                                                                | 1 – 0                                                                  | Macedonia                                                              | Qual. Mondiali 2010                                                    | -                                                                      |                                                                        |
| 19-11-2008                                                             | Paola                                                                  | Malta                                                                  | 0 – 1                                                                  | Islanda                                                                | Amichevole                                                             | -                                                                      |                                                                        |
| 11-2-2009                                                              | La Manga del Mar Menor                                                 | Liechtenstein                                                          | 0 – 2                                                                  | Islanda                                                                | Amichevole                                                             | -                                                                      |                                                                        |
| 22-3-2009                                                              | Kópavogur                                                              | Islanda                                                                | 1 – 2                                                                  | Fær Øer                                                                | Amichevole                                                             | -                                                                      |                                                                        |
| 1-4-2009                                                               | Glasgow                                                                | Scozia                                                                 | 2 – 1                                                                  | Islanda                                                                | Qual. Mondiali 2010                                                    | -                                                                      |                                                                        |
| 6-6-2009                                                               | Reykjavík                                                              | Islanda                                                                | 1 – 2                                                                  | Paesi Bassi                                                            | Qual. Mondiali 2010                                                    | -                                                                      |                                                                        |
| 10-6-2009                                                              | Skopje                                                                 | Macedonia                                                              | 2 – 0                                                                  | Islanda                                                                | Qual. Mondiali 2010                                                    | -                                                                      |                                                                        |
| 12-8-2009                                                              | Reykjavík                                                              | Islanda                                                                | 1 – 1                                                                  | Slovacchia                                                             | Amichevole                                                             | -                                                                      |                                                                        |
| 5-9-2009                                                               | Reykjavík                                                              | Islanda                                                                | 1 – 1                                                                  | Norvegia                                                               | Qual. Mondiali 2010                                                    | -                                                                      |                                                                        |
| 9-9-2009                                                               | Reykjavík                                                              | Islanda                                                                | 3 – 1                                                                  | Georgia                                                                | Amichevole                                                             | -                                                                      |                                                                        |
| 13-10-2009                                                             | Reykjavík                                                              | Islanda                                                                | 1 – 0                                                                  | Sudafrica                                                              | Amichevole                                                             | -                                                                      |                                                                        |
| 10-11-2009                                                             | Teheran                                                                | Iran                                                                   | 1 – 0                                                                  | Islanda                                                                | Amichevole                                                             | -                                                                      |                                                                        |
| 14-11-2009                                                             | Lussemburgo                                                            | Lussemburgo                                                            | 1 – 1                                                                  | Islanda                                                                | Amichevole                                                             | -                                                                      |                                                                        |
| 3-3-2010                                                               | Larnaca                                                                | Cipro                                                                  | 0 – 0                                                                  | Islanda                                                                | Amichevole                                                             | -                                                                      |                                                                        |
| 21-3-2010                                                              | Kópavogur                                                              | Islanda                                                                | 2 – 0                                                                  | Fær Øer                                                                | Amichevole                                                             | -                                                                      |                                                                        |
| 24-3-2010                                                              | Charlotte                                                              | Messico                                                                | 0 – 0                                                                  | Islanda                                                                | Amichevole                                                             | -                                                                      |                                                                        |
| 29-5-2010                                                              | Reykjavík                                                              | Islanda                                                                | 4 – 0                                                                  | Andorra                                                                | Amichevole                                                             | -                                                                      |                                                                        |
| 11-8-2010                                                              | Reykjavík                                                              | Islanda                                                                | 1 – 1                                                                  | Liechtenstein                                                          | Amichevole                                                             | -                                                                      |                                                                        |
| 3-9-2010                                                               | Reykjavík                                                              | Islanda                                                                | 1 – 2                                                                  | Norvegia                                                               | Qual. Euro 2012                                                        | -                                                                      |                                                                        |
| 7-9-2010                                                               | Copenaghen                                                             | Danimarca                                                              | 1 – 0                                                                  | Islanda                                                                | Qual. Euro 2012                                                        | -                                                                      |                                                                        |
| 12-10-2010                                                             | Reykjavík                                                              | Islanda                                                                | 1 – 3                                                                  | Portogallo                                                             | Qual. Euro 2012                                                        | -                                                                      |                                                                        |
| 17-11-2010                                                             | Tel Aviv                                                               | Israele                                                                | 3 – 2                                                                  | Islanda                                                                | Amichevole                                                             | -                                                                      |                                                                        |
| 26-3-2011                                                              | Strovolos                                                              | Cipro                                                                  | 0 – 0                                                                  | Islanda                                                                | Qual. Euro 2012                                                        | -                                                                      |                                                                        |
| 4-6-2011                                                               | Reykjavík                                                              | Islanda                                                                | 0 – 2                                                                  | Danimarca                                                              | Qual. Euro 2012                                                        | -                                                                      |                                                                        |
| 10-8-2011                                                              | Budapest                                                               | Ungheria                                                               | 4 – 0                                                                  | Islanda                                                                | Amichevole                                                             | -                                                                      |                                                                        |
| 2-9-2011                                                               | Oslo                                                                   | Norvegia                                                               | 1 – 0                                                                  | Islanda                                                                | Qual. Euro 2012                                                        | -                                                                      |                                                                        |
| 6-9-2011                                                               | Reykjavík                                                              | Islanda                                                                | 1 – 0                                                                  | Cipro                                                                  | Qual. Euro 2012                                                        | -                                                                      |                                                                        |
| 7-10-2011                                                              | Porto                                                                  | Portogallo                                                             | 5 – 3                                                                  | Islanda                                                                | Qual. Euro 2012                                                        | -                                                                      |                                                                        |
| 24-2-2012                                                              | Osaka                                                                  | Giappone                                                               | 3 – 1                                                                  | Islanda                                                                | Kirin Challenge Cup 2012                                               | -                                                                      |                                                                        |
| 29-2-2012                                                              | Podgorica                                                              | Montenegro                                                             | 2 – 1                                                                  | Islanda                                                                | Amichevole                                                             | -                                                                      |                                                                        |
| 27-5-2012                                                              | Valenciennes                                                           | Francia                                                                | 3 – 2                                                                  | Islanda                                                                | Amichevole                                                             | -                                                                      |                                                                        |
| 30-5-2012                                                              | Göteborg                                                               | Svezia                                                                 | 3 – 2                                                                  | Islanda                                                                | Amichevole                                                             | -                                                                      |                                                                        |
| 15-8-2012                                                              | Reykjavík                                                              | Islanda                                                                | 2 – 0                                                                  | Fær Øer                                                                | Amichevole                                                             | -                                                                      |                                                                        |
| 7-9-2012                                                               | Reykjavík                                                              | Islanda                                                                | 2 – 0                                                                  | Norvegia                                                               | Qual. Mondiali 2014                                                    | -                                                                      |                                                                        |
| 11-9-2012                                                              | Larnaca                                                                | Cipro                                                                  | 1 – 0                                                                  | Islanda                                                                | Qual. Mondiali 2014                                                    | -                                                                      |                                                                        |
| 12-10-2012                                                             | Tirana                                                                 | Albania                                                                | 1 – 2                                                                  | Islanda                                                                | Qual. Mondiali 2014                                                    | -                                                                      |                                                                        |
| 16-10-2012                                                             | Reykjavík                                                              | Islanda                                                                | 0 – 2                                                                  | Svizzera                                                               | Qual. Mondiali 2014                                                    | -                                                                      |                                                                        |
| 14-11-2012                                                             | Andorra la Vella                                                       | Andorra                                                                | 0 – 2                                                                  | Islanda                                                                | Amichevole                                                             | -                                                                      |                                                                        |
| 6-2-2013                                                               | Marbella                                                               | Islanda                                                                | 0 – 2                                                                  | Russia                                                                 | Amichevole                                                             | -                                                                      |                                                                        |
| 22-3-2013                                                              | Lubiana                                                                | Slovenia                                                               | 1 – 2                                                                  | Islanda                                                                | Qual. Mondiali 2014                                                    | -                                                                      |                                                                        |
| 7-6-2013                                                               | Reykjavík                                                              | Islanda                                                                | 2 – 4                                                                  | Slovenia                                                               | Qual. Mondiali 2014                                                    | -                                                                      |                                                                        |
| 14-8-2013                                                              | Reykjavík                                                              | Islanda                                                                | 1 – 0                                                                  | Fær Øer                                                                | Amichevole                                                             | -                                                                      |                                                                        |
| 6-9-2013                                                               | Berna                                                                  | Svizzera                                                               | 4 – 4                                                                  | Islanda                                                                | Qual. Mondiali 2014                                                    | -                                                                      |                                                                        |
| 10-9-2013                                                              | Reykjavík                                                              | Islanda                                                                | 2 – 1                                                                  | Albania                                                                | Qual. Mondiali 2014                                                    | -                                                                      |                                                                        |
| 11-10-2013                                                             | Reykjavík                                                              | Islanda                                                                | 2 – 0                                                                  | Cipro                                                                  | Qual. Mondiali 2014                                                    | -                                                                      |                                                                        |
| 15-10-2013                                                             | Oslo                                                                   | Norvegia                                                               | 1 – 1                                                                  | Islanda                                                                | Qual. Mondiali 2014                                                    | -                                                                      |                                                                        |
| 15-11-2013                                                             | Reykjavík                                                              | Islanda                                                                | 0 – 0                                                                  | Croazia                                                                | Qual. Mondiali 2014                                                    | -                                                                      |                                                                        |
| 19-11-2013                                                             | Zagabria                                                               | Croazia                                                                | 2 – 0                                                                  | Islanda                                                                | Qual. Mondiali 2014                                                    | -                                                                      |                                                                        |
| 21-1-2014                                                              | Abu Dhabi                                                              | Islanda                                                                | 0 – 2                                                                  | Svezia                                                                 | Amichevole                                                             | -                                                                      |                                                                        |
| 5-3-2014                                                               | Cardiff                                                                | Galles                                                                 | 3 – 1                                                                  | Islanda                                                                | Amichevole                                                             | -                                                                      |                                                                        |
| 30-5-2014                                                              | Innsbruck                                                              | Austria                                                                | 1 – 1                                                                  | Islanda                                                                | Amichevole                                                             | -                                                                      |                                                                        |
| 4-6-2014                                                               | Reykjavík                                                              | Islanda                                                                | 1 – 0                                                                  | Estonia                                                                | Amichevole                                                             | -                                                                      |                                                                        |
| 9-9-2014                                                               | Reykjavík                                                              | Islanda                                                                | 3 – 0                                                                  | Turchia                                                                | Qual. Euro 2016                                                        | -                                                                      |                                                                        |
| 10-10-2014                                                             | Riga                                                                   | Lettonia                                                               | 0 – 3                                                                  | Islanda                                                                | Qual. Euro 2016                                                        | -                                                                      |                                                                        |
| 13-10-2014                                                             | Reykjavík                                                              | Islanda                                                                | 2 – 0                                                                  | Paesi Bassi                                                            | Qual. Euro 2016                                                        | -                                                                      |                                                                        |
| 12-11-2014                                                             | Bruxelles                                                              | Belgio                                                                 | 3 – 1                                                                  | Islanda                                                                | Amichevole                                                             | -                                                                      |                                                                        |
| 16-11-2014                                                             | Plzeň                                                                  | Rep. Ceca                                                              | 2 – 1                                                                  | Islanda                                                                | Qual. Euro 2016                                                        | -                                                                      |                                                                        |
| 16-1-2015                                                              | Orlando                                                                | Canada                                                                 | 1 – 2                                                                  | Islanda                                                                | Amichevole                                                             | -                                                                      |                                                                        |
| 19-1-2015                                                              | Orlando                                                                | Canada                                                                 | 1 – 1                                                                  | Islanda                                                                | Amichevole                                                             | -                                                                      |                                                                        |
| 28-3-2015                                                              | Astana                                                                 | Kazakistan                                                             | 0 – 3                                                                  | Islanda                                                                | Qual. Euro 2016                                                        | -                                                                      |                                                                        |
| 31-3-2015                                                              | Tallinn                                                                | Estonia                                                                | 1 – 1                                                                  | Islanda                                                                | Amichevole                                                             | -                                                                      |                                                                        |
| 12-6-2015                                                              | Reykjavík                                                              | Islanda                                                                | 2 – 1                                                                  | Rep. Ceca                                                              | Qual. Euro 2016                                                        | -                                                                      |                                                                        |
| 3-9-2015                                                               | Amsterdam                                                              | Paesi Bassi                                                            | 0 – 1                                                                  | Islanda                                                                | Qual. Euro 2016                                                        | -                                                                      |                                                                        |
| 6-9-2015                                                               | Reykjavík                                                              | Islanda                                                                | 0 – 0                                                                  | Kazakistan                                                             | Qual. Euro 2016                                                        | -                                                                      |                                                                        |
| 10-10-2015                                                             | Reykjavík                                                              | Islanda                                                                | 2 – 2                                                                  | Lettonia                                                               | Qual. Euro 2016                                                        | -                                                                      |                                                                        |
| 13-10-2015                                                             | Konya                                                                  | Turchia                                                                | 1 – 0                                                                  | Islanda                                                                | Qual. Euro 2016                                                        | -                                                                      |                                                                        |
| 13-11-2015                                                             | Varsavia                                                               | Polonia                                                                | 4 – 2                                                                  | Islanda                                                                | Amichevole                                                             | -                                                                      |                                                                        |
| 17-11-2015                                                             | Žilina                                                                 | Slovacchia                                                             | 3 – 1                                                                  | Islanda                                                                | Amichevole                                                             | -                                                                      |                                                                        |
| 13-1-2016                                                              | Abu Dhabi                                                              | Finlandia                                                              | 0 – 1                                                                  | Islanda                                                                | Amichevole                                                             | -                                                                      |                                                                        |
| 16-1-2016                                                              | Dubai                                                                  | Emirati Arabi Uniti                                                    | 2 – 1                                                                  | Islanda                                                                | Amichevole                                                             | -                                                                      |                                                                        |
| 31-1-2016                                                              | Carson                                                                 | Stati Uniti                                                            | 3 – 2                                                                  | Islanda                                                                | Amichevole                                                             | -                                                                      |                                                                        |
| 24-3-2016                                                              | Herning                                                                | Danimarca                                                              | 2 – 1                                                                  | Islanda                                                                | Amichevole                                                             | -                                                                      |                                                                        |
| 29-3-2016                                                              | Il Pireo                                                               | Grecia                                                                 | 2 – 3                                                                  | Islanda                                                                | Amichevole                                                             | -                                                                      |                                                                        |
| 1-6-2016                                                               | Oslo                                                                   | Norvegia                                                               | 3 – 2                                                                  | Islanda                                                                | Amichevole                                                             | -                                                                      |                                                                        |
| 6-6-2016                                                               | Reykjavík                                                              | Islanda                                                                | 4 – 0                                                                  | Liechtenstein                                                          | Amichevole                                                             | -                                                                      |                                                                        |
| 14-6-2016                                                              | Saint-Étienne                                                          | Portogallo                                                             | 1 – 1                                                                  | Islanda                                                                | Euro 2016                                                              | -                                                                      |                                                                        |
| 18-6-2016                                                              | Marsiglia                                                              | Islanda                                                                | 1 – 1                                                                  | Ungheria                                                               | Euro 2016                                                              | -                                                                      |                                                                        |
| 22-6-2016                                                              | Saint-Denis                                                            | Islanda                                                                | 2 – 1                                                                  | Austria                                                                | Euro 2016                                                              | -                                                                      |                                                                        |
| 27-6-2016                                                              | Nizza                                                                  | Inghilterra                                                            | 1 – 2                                                                  | Islanda                                                                | Euro 2016                                                              | -                                                                      |                                                                        |
| 3-7-2016                                                               | Saint-Denis                                                            | Francia                                                                | 5 – 2                                                                  | Islanda                                                                | Euro 2016                                                              | -                                                                      |                                                                        |
| 5-9-2016                                                               | Kiev                                                                   | Ucraina                                                                | 1 – 1                                                                  | Islanda                                                                | Qual. Mondiali 2018                                                    | -                                                                      |                                                                        |
| 6-10-2016                                                              | Reykjavík                                                              | Islanda                                                                | 3 – 2                                                                  | Finlandia                                                              | Qual. Mondiali 2018                                                    | -                                                                      |                                                                        |
| 9-10-2016                                                              | Reykjavík                                                              | Islanda                                                                | 2 – 0                                                                  | Turchia                                                                | Qual. Mondiali 2018                                                    | -                                                                      |                                                                        |
| 12-11-2016                                                             | Zagabria                                                               | Croazia                                                                | 2 – 0                                                                  | Islanda                                                                | Qual. Mondiali 2018                                                    | -                                                                      |                                                                        |
| 15-11-2016                                                             | Attard                                                                 | Malta                                                                  | 0 – 2                                                                  | Islanda                                                                | Amichevole                                                             | -                                                                      |                                                                        |
| 10-1-2017                                                              | Nanning                                                                | Cina                                                                   | 0 – 2                                                                  | Islanda                                                                | King's Cup 2017                                                        | -                                                                      |                                                                        |
| 15-1-2017                                                              | Nanning                                                                | Cile                                                                   | 1 – 0                                                                  | Islanda                                                                | King's Cup 2017                                                        | -                                                                      |                                                                        |
| 8-2-2017                                                               | Whitney                                                                | Messico                                                                | 1 – 0                                                                  | Islanda                                                                | Amichevole                                                             | -                                                                      |                                                                        |
| 24-3-2017                                                              | Scutari                                                                | Kosovo                                                                 | 1 – 2                                                                  | Islanda                                                                | Qual. Mondiali 2018                                                    | -                                                                      |                                                                        |
| 28-3-2017                                                              | Dublino                                                                | Irlanda                                                                | 0 – 1                                                                  | Islanda                                                                | Amichevole                                                             | -                                                                      |                                                                        |
| 11-6-2017                                                              | Reykjavík                                                              | Islanda                                                                | 1 – 0                                                                  | Croazia                                                                | Qual. Mondiali 2018                                                    | -                                                                      |                                                                        |
| 2-9-2017                                                               | Tampere                                                                | Finlandia                                                              | 1 – 0                                                                  | Islanda                                                                | Qual. Mondiali 2018                                                    | -                                                                      |                                                                        |
| 5-9-2017                                                               | Reykjavík                                                              | Islanda                                                                | 2 – 0                                                                  | Ucraina                                                                | Qual. Mondiali 2018                                                    | -                                                                      |                                                                        |
| 6-10-2017                                                              | Eskişehir                                                              | Turchia                                                                | 0 – 3                                                                  | Islanda                                                                | Qual. Mondiali 2018                                                    | -                                                                      |                                                                        |
| 9-10-2017                                                              | Reykjavík                                                              | Islanda                                                                | 2 – 0                                                                  | Kosovo                                                                 | Qual. Mondiali 2018                                                    | -                                                                      |                                                                        |
| 8-11-2017                                                              | Doha                                                                   | Rep. Ceca                                                              | 2 – 1                                                                  | Islanda                                                                | Amichevole                                                             | -                                                                      |                                                                        |
| 14-11-2017                                                             | Doha                                                                   | Qatar                                                                  | 1 – 1                                                                  | Islanda                                                                | Amichevole                                                             | -                                                                      |                                                                        |
| 11-1-2018                                                              | Sleman                                                                 | Indonesia                                                              | 0 – 6                                                                  | Islanda                                                                | Amichevole                                                             | -                                                                      |                                                                        |
| 14-1-2018                                                              | Giacarta                                                               | Indonesia                                                              | 1 – 4                                                                  | Islanda                                                                | Amichevole                                                             | -                                                                      |                                                                        |
| 23-3-2018                                                              | Santa Clara                                                            | Messico                                                                | 3 – 0                                                                  | Islanda                                                                | Amichevole                                                             | -                                                                      |                                                                        |
| 27-3-2018                                                              | Harrison                                                               | Perù                                                                   | 3 – 1                                                                  | Islanda                                                                | Amichevole                                                             | -                                                                      |                                                                        |
| 2-6-2018                                                               | Reykjavík                                                              | Islanda                                                                | 2 – 3                                                                  | Norvegia                                                               | Amichevole                                                             | -                                                                      |                                                                        |
| 7-6-2018                                                               | Reykjavík                                                              | Islanda                                                                | 2 – 2                                                                  | Ghana                                                                  | Amichevole                                                             | -                                                                      |                                                                        |
| 16-6-2018                                                              | Mosca                                                                  | Argentina                                                              | 1 – 1                                                                  | Islanda                                                                | Mondiali 2018                                                          | -                                                                      |                                                                        |
| 22-6-2018                                                              | Volgograd                                                              | Nigeria                                                                | 2 – 0                                                                  | Islanda                                                                | Mondiali 2018                                                          | -                                                                      |                                                                        |
| 26-6-2018                                                              | Rostov sul Don                                                         | Croazia                                                                | 2 – 1                                                                  | Islanda                                                                | Mondiali 2018                                                          | -                                                                      |                                                                        |
| 8-9-2018                                                               | San Gallo                                                              | Svizzera                                                               | 6 – 0                                                                  | Islanda                                                                | UEFA Nations League 2018-2019                                          | -                                                                      |                                                                        |
| 11-9-2018                                                              | Reykjavík                                                              | Islanda                                                                | 0 – 3                                                                  | Belgio                                                                 | UEFA Nations League 2018-2019                                          | -                                                                      |                                                                        |
| 11-10-2018                                                             | Guingamp                                                               | Francia                                                                | 2 – 2                                                                  | Islanda                                                                | Amichevole                                                             | -                                                                      |                                                                        |
| 15-10-2018                                                             | Reykjavík                                                              | Islanda                                                                | 1 – 2                                                                  | Svizzera                                                               | UEFA Nations League 2018-2019                                          | -                                                                      |                                                                        |
| 15-11-2018                                                             | Bruxelles                                                              | Belgio                                                                 | 2 – 0                                                                  | Islanda                                                                | UEFA Nations League 2018-2019                                          | -                                                                      |                                                                        |
| 19-11-2018                                                             | Eupen                                                                  | Qatar                                                                  | 2 – 2                                                                  | Islanda                                                                | Amichevole                                                             | -                                                                      |                                                                        |
| 11-1-2019                                                              | Doha                                                                   | Islanda                                                                | 2 – 2                                                                  | Svezia                                                                 | Amichevole                                                             | -                                                                      |                                                                        |
| 15-1-2019                                                              | Doha                                                                   | Estonia                                                                | 0 – 0                                                                  | Islanda                                                                | Amichevole                                                             | -                                                                      |                                                                        |
| 22-3-2019                                                              | Andorra la Vella                                                       | Andorra                                                                | 0 – 2                                                                  | Islanda                                                                | Qual. Euro 2020                                                        | -                                                                      |                                                                        |
| 25-3-2019                                                              | Saint-Denis                                                            | Francia                                                                | 4 – 0                                                                  | Islanda                                                                | Qual. Euro 2020                                                        | -                                                                      |                                                                        |
| 8-6-2019                                                               | Reykjavík                                                              | Islanda                                                                | 1 – 0                                                                  | Albania                                                                | Qual. Euro 2020                                                        | -                                                                      |                                                                        |
| 11-6-2019                                                              | Reykjavík                                                              | Islanda                                                                | 2 – 1                                                                  | Turchia                                                                | Qual. Euro 2020                                                        | -                                                                      |                                                                        |
| 7-9-2019                                                               | Reykjavík                                                              | Islanda                                                                | 3 – 0                                                                  | Moldavia                                                               | Qual. Euro 2020                                                        | -                                                                      |                                                                        |
| 10-9-2019                                                              | Elbasan                                                                | Albania                                                                | 4 – 2                                                                  | Islanda                                                                | Qual. Euro 2020                                                        | -                                                                      |                                                                        |
| 11-10-2019                                                             | Reykjavík                                                              | Islanda                                                                | 0 – 1                                                                  | Francia                                                                | Qual. Euro 2020                                                        | -                                                                      |                                                                        |
| 14-10-2019                                                             | Reykjavík                                                              | Islanda                                                                | 2 – 0                                                                  | Andorra                                                                | Qual. Euro 2020                                                        | -                                                                      |                                                                        |
| 14-11-2019                                                             | Istanbul                                                               | Turchia                                                                | 0 – 0                                                                  | Islanda                                                                | Qual. Euro 2020                                                        | -                                                                      |                                                                        |
| 17-11-2019                                                             | Chișinău                                                               | Moldavia                                                               | 1 – 2                                                                  | Islanda                                                                | Qual. Euro 2020                                                        | -                                                                      |                                                                        |
| 15-1-2020                                                              | Irvine                                                                 | Canada                                                                 | 0 – 1                                                                  | Islanda                                                                | Amichevole                                                             | -                                                                      |                                                                        |
| 19-1-2020                                                              | Carson                                                                 | El Salvador                                                            | 0 – 1                                                                  | Islanda                                                                | Amichevole                                                             | -                                                                      |                                                                        |
| 5-9-2020                                                               | Reykjavík                                                              | Islanda                                                                | 0 – 1                                                                  | Inghilterra                                                            | UEFA Nations League 2020-2021                                          | -                                                                      |                                                                        |
| 8-9-2020                                                               | Bruxelles                                                              | Belgio                                                                 | 5 – 1                                                                  | Islanda                                                                | UEFA Nations League 2020-2021                                          | -                                                                      |                                                                        |
| 8-10-2020                                                              | Reykjavík                                                              | Islanda                                                                | 2 – 1                                                                  | Romania                                                                | Qual. Euro 2020                                                        | -                                                                      |                                                                        |
| 11-10-2020                                                             | Reykjavík                                                              | Islanda                                                                | 0 – 3                                                                  | Danimarca                                                              | UEFA Nations League 2020-2021                                          | -                                                                      |                                                                        |
| 14-10-2020                                                             | Reykjavík                                                              | Islanda                                                                | 1 – 2                                                                  | Belgio                                                                 | UEFA Nations League 2020-2021                                          | -                                                                      |                                                                        |
| 12-11-2020                                                             | Budapest                                                               | Ungheria                                                               | 2 – 1                                                                  | Islanda                                                                | Qual. Euro 2020                                                        | -                                                                      |                                                                        |
| 15-11-2020                                                             | Copenaghen                                                             | Danimarca                                                              | 2 – 1                                                                  | Islanda                                                                | UEFA Nations League 2020-2021                                          | -                                                                      |                                                                        |
| 18-11-2020                                                             | Londra                                                                 | Inghilterra                                                            | 4 – 0                                                                  | Islanda                                                                | UEFA Nations League 2020-2021                                          | -                                                                      |                                                                        |
| 25-3-2021                                                              | Duisburg                                                               | Germania                                                               | 3 – 0                                                                  | Islanda                                                                | Qual. Mondiali 2022                                                    | -                                                                      |                                                                        |
| 28-3-2021                                                              | Yerevan                                                                | Armenia                                                                | 2 – 0                                                                  | Islanda                                                                | Qual. Mondiali 2022                                                    | -                                                                      |                                                                        |
| 31-3-2021                                                              | Vaduz                                                                  | Liechtenstein                                                          | 1 – 4                                                                  | Islanda                                                                | Qual. Mondiali 2022                                                    | -                                                                      |                                                                        |
| 30-5-2021                                                              | East Rutherford                                                        | Messico                                                                | 2 – 1                                                                  | Islanda                                                                | Amichevole                                                             | -                                                                      |                                                                        |
| 04-6-2021                                                              | Tórshavn                                                               | Fær Øer                                                                | 0 – 1                                                                  | Islanda                                                                | Amichevole                                                             | -                                                                      |                                                                        |
| 02-9-2021                                                              | Reykjavík                                                              | Islanda                                                                | 0 – 2                                                                  | Romania                                                                | Qual. Mondiali 2022                                                    | -                                                                      |                                                                        |
| 05-9-2021                                                              | Reykjavík                                                              | Islanda                                                                | 2 – 2                                                                  | Macedonia del Nord                                                     | Qual. Mondiali 2022                                                    | -                                                                      |                                                                        |
| 08-9-2021                                                              | Reykjavík                                                              | Islanda                                                                | 0 – 4                                                                  | Germania                                                               | Qual. Mondiali 2022                                                    | -                                                                      |                                                                        |
| 08-10-2021                                                             | Reykjavík                                                              | Islanda                                                                | 1 – 1                                                                  | Armenia                                                                | Qual. Mondiali 2022                                                    | -                                                                      |                                                                        |
| 11-10-2021                                                             | Reykjavík                                                              | Islanda                                                                | 4 – 0                                                                  | Liechtenstein                                                          | Qual. Mondiali 2022                                                    | -                                                                      |                                                                        |
| 11-11-2021                                                             | Bucarest                                                               | Romania                                                                | 0 – 0                                                                  | Islanda                                                                | Qual. Mondiali 2022                                                    | -                                                                      |                                                                        |
| 14-11-2021                                                             | Skopje                                                                 | Macedonia del Nord                                                     | 3 – 1                                                                  | Islanda                                                                | Qual. Mondiali 2022                                                    | -                                                                      |                                                                        |
| 12-1-2022                                                              | Kadriye                                                                | Islanda                                                                | 1 – 1                                                                  | Uganda                                                                 | Amichevole                                                             | -                                                                      |                                                                        |
| 15-1-2022                                                              | Adalia                                                                 | Islanda                                                                | 1 – 5                                                                  | Corea del Sud                                                          | Amichevole                                                             | -                                                                      |                                                                        |
| 26-3-2022                                                              | Murcia                                                                 | Finlandia                                                              | 1 – 1                                                                  | Islanda                                                                | Amichevole                                                             | -                                                                      |                                                                        |
| 29-3-2022                                                              | La Coruña                                                              | Spagna                                                                 | 5 – 0                                                                  | Islanda                                                                | Amichevole                                                             | -                                                                      |                                                                        |
| 02-6-2022                                                              | Haifa                                                                  | Israele                                                                | 2 – 2                                                                  | Islanda                                                                | UEFA Nations League 2022-2023                                          | -                                                                      |                                                                        |
| 06-6-2022                                                              | Reykjavík                                                              | Islanda                                                                | 1 – 1                                                                  | Albania                                                                | UEFA Nations League 2022-2023                                          | -                                                                      |                                                                        |
| 09-6-2022                                                              | San Marino                                                             | San Marino                                                             | 0 – 1                                                                  | Islanda                                                                | Amichevole                                                             | -                                                                      |                                                                        |
| 13-6-2022                                                              | Reykjavík                                                              | Islanda                                                                | 2 – 2                                                                  | Israele                                                                | UEFA Nations League 2022-2023                                          | -                                                                      |                                                                        |
| 22-9-2022                                                              | Maria Enzersdorf                                                       | Venezuela                                                              | 0 – 1                                                                  | Islanda                                                                | Amichevole                                                             | -                                                                      |                                                                        |
| 27-9-2022                                                              | Tirana                                                                 | Albania                                                                | 1 – 1                                                                  | Islanda                                                                | UEFA Nations League 2022-2023                                          | -                                                                      |                                                                        |
| 06-11-2022                                                             | Abu Dhabi                                                              | Arabia Saudita                                                         | 1 – 0                                                                  | Islanda                                                                | Amichevole                                                             | -                                                                      |                                                                        |
| 11-11-2022                                                             | Gyeonggi                                                               | Corea del Sud                                                          | 1 – 0                                                                  | Islanda                                                                | Amichevole                                                             | -                                                                      |                                                                        |
| 16-11-2022                                                             | Kaunas                                                                 | Lituania                                                               | 0 – 0                                                                  | Islanda                                                                | Coppa del Baltico 2022                                                 | -                                                                      |                                                                        |
| 19-11-2022                                                             | Riga                                                                   | Lettonia                                                               | 1 – 1                                                                  | Islanda                                                                | Coppa del Baltico 2022                                                 | -                                                                      |                                                                        |
| 08-1-2023                                                              | Ferreiras                                                              | Islanda                                                                | 1 – 1                                                                  | Estonia                                                                | Amichevole                                                             | -                                                                      |                                                                        |
| 12-1-2023                                                              | Faro                                                                   | Svezia                                                                 | 2 – 1                                                                  | Islanda                                                                | Amichevole                                                             | -                                                                      |                                                                        |
| 23-3-2023                                                              | Zenica                                                                 | Bosnia ed Erzegovina                                                   | 3 – 0                                                                  | Islanda                                                                | Qual. Euro 2024                                                        | -                                                                      |                                                                        |
| 26-3-2023                                                              | Vaduz                                                                  | Liechtenstein                                                          | 0 – 7                                                                  | Islanda                                                                | Qual. Euro 2024                                                        | -                                                                      |                                                                        |
| 17-6-2023                                                              | Reykjavík                                                              | Islanda                                                                | 1 – 2                                                                  | Slovacchia                                                             | Qual. Euro 2024                                                        | -                                                                      |                                                                        |
| 20-6-2023                                                              | Reykjavík                                                              | Islanda                                                                | 0 – 1                                                                  | Portogallo                                                             | Qual. Euro 2024                                                        | -                                                                      |                                                                        |
| 08-9-2023                                                              | Lussemburgo                                                            | Lussemburgo                                                            | 3 – 1                                                                  | Islanda                                                                | Qual. Euro 2024                                                        | -                                                                      |                                                                        |
| 11-9-2023                                                              | Reykjavík                                                              | Islanda                                                                | 1 – 0                                                                  | Bosnia ed Erzegovina                                                   | Qual. Euro 2024                                                        | -                                                                      |                                                                        |
| 13-10-2023                                                             | Reykjavík                                                              | Islanda                                                                | 1 – 1                                                                  | Lussemburgo                                                            | Qual. Euro 2024                                                        | -                                                                      |                                                                        |
| 16-10-2023                                                             | Reykjavík                                                              | Islanda                                                                | 4 – 0                                                                  | Liechtenstein                                                          | Qual. Euro 2024                                                        | -                                                                      |                                                                        |
| 16-11-2023                                                             | Bratislava                                                             | Slovacchia                                                             | 4 – 2                                                                  | Islanda                                                                | Qual. Euro 2024                                                        | -                                                                      |                                                                        |
| 19-11-2023                                                             | Lisbona                                                                | Portogallo                                                             | 2 – 0                                                                  | Islanda                                                                | Qual. Euro 2024                                                        | -                                                                      |                                                                        |
| 14-1-2024                                                              | Fort Lauderdale                                                        | Guatemala                                                              | 0 – 1                                                                  | Islanda                                                                | Amichevole                                                             | -                                                                      |                                                                        |
| 18-1-2024                                                              | Fort Lauderdale                                                        | Honduras                                                               | 0 – 2                                                                  | Islanda                                                                | Amichevole                                                             | -                                                                      |                                                                        |
| 21-3-2024                                                              | Budapest                                                               | Israele                                                                | 1 – 4                                                                  | Islanda                                                                | Qual. Euro 2024                                                        | -                                                                      |                                                                        |
| 26-3-2024                                                              | Breslavia                                                              | Ucraina                                                                | 2 – 1                                                                  | Islanda                                                                | Qual. Euro 2024                                                        | -                                                                      |                                                                        |
| 07-6-2024                                                              | Londra                                                                 | Inghilterra                                                            | 0 – 1                                                                  | Islanda                                                                | Amichevole                                                             | -                                                                      |                                                                        |
| 10-6-2024                                                              | Amsterdam                                                              | Paesi Bassi                                                            | 4 – 0                                                                  | Islanda                                                                | Amichevole                                                             | -                                                                      |                                                                        |
| Totale                                                                 |                                                                        | Presenze                                                               | 543                                                                    |                                                                        | Reti                                                                   |                                                                        |                                                                        |